# Ju 87俯衝轟炸機
Ju 87俯衝轟炸機（德語：Junkers Ju 87）是第二次世界大戰納粹德國空軍投入使用的一種俯衝轟炸機，一般通稱「斯圖卡」（Stuka），取自俯衝轟炸機的德文寫法「Sturzkampfflugzeug」的縮寫，由容克斯公司研製。Ju 87俯衝轟炸機最容易辨認的特徵就是它那雙彎曲的鷗翼型機翼、固定式的起落架及其獨有低沉的尖嘯聲。這種飛機從1935年就開始在西班牙內戰中投入實戰，並在二戰初期德軍所發動的閃電戰中取得非常大的戰果，除了能精準的打擊地面目標外，還配備了用於威嚇周遭敵人的裝置，德軍稱之為「耶利哥號角」；它是一個以風力驅動的氣鳴裝置，在飛行時會產生尖銳呼嘯聲，能對地面的人員帶來精神上的壓力。1940年後德軍在地中海戰役、北非戰場大量投入Ju 87進行俯衝轟炸，1943年後Ju 87的攻擊機型號更是在蘇德戰爭中發揮出強大的對地攻擊能力，直到第二次世界大戰結束。

## 發展

### 早期設計

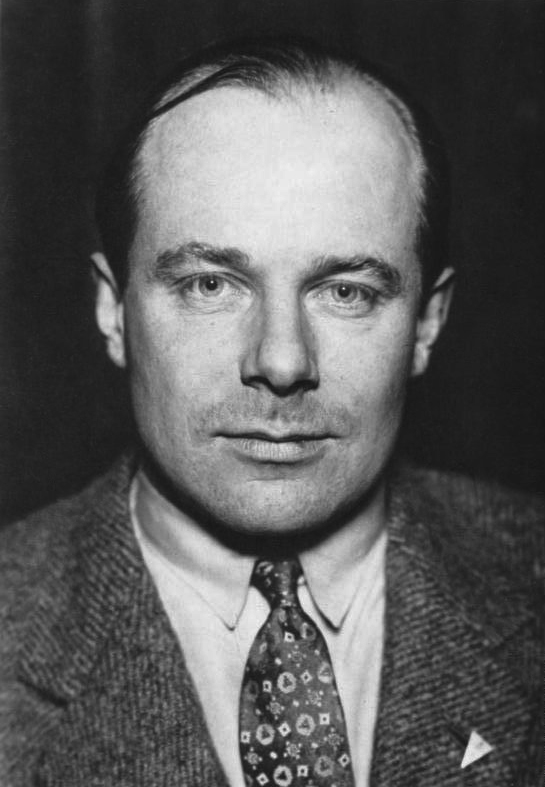
恩斯特·烏德特，是德國空軍中Ju 87與俯衝轟炸機最大的支持者。

Ju 87的主要設計者—赫爾曼·波爾曼主張任何俯衝轟炸機的設計都必須具備簡單與堅固的特性。這產生了許多技術的創新，例如固定式起落架成為它的特色。波爾曼與工程師卡爾·波勞斯持續開發（波勞斯後來在1927年11月死於飛行事故）並且在1928年9月製造出Ju A 48進行試飛。軍用版的Ju A 48型號為「Ju K 47」。
當納粹黨掌權後，此項開發案被列為優先。儘管有亨謝爾公司的Hs 123這個競爭對手，德國航空部還是決定採用波爾曼和波勞斯的K 47。1932年試飛期間，雙垂直尾翼的設計給了後座射手較好的射界；而最明顯的特徵為反海鷗翼。波勞斯死後，波爾曼继續開發這款俯衝轟炸機。Ju A 48原先採用BMW 132發動機，可以產生450千瓦（600馬力）的動力，同時也裝設空氣煞車襟翼做俯衝測試，良好的飛行表現得到相當好的評價。
當恩斯特·烏德特飛過寇蒂斯霍克II戰鬥機後便喜歡上了俯衝轟炸的概念。1934年5月，他邀請瓦爾特·韋佛和羅伯特·里特爾·馮·格萊姆到約特博格射击場观看試飛，但试飞也引起了对俯衝轟炸能力的質疑。烏德特在高度1000公尺處開始俯衝，然後在100公尺處投下1公斤的炸彈，接著努力將飛機拉起改出俯冲。空军总参谋部部长瓦爾特·韋佛和帝国航空部常务副部长艾尔哈德·米尔希擔心，普通空軍飛行員恐怕沒有能力完成如此高度緊張和技巧性的動作；即使如此，開發仍然繼續著。烏德特憑著對俯衝轟炸的喜好讓德國航空發展將它排到最优先的位置，並且鼓勵所有的中型轟炸機都擁有俯衝轟炸的能力。

### Ju 87的發展

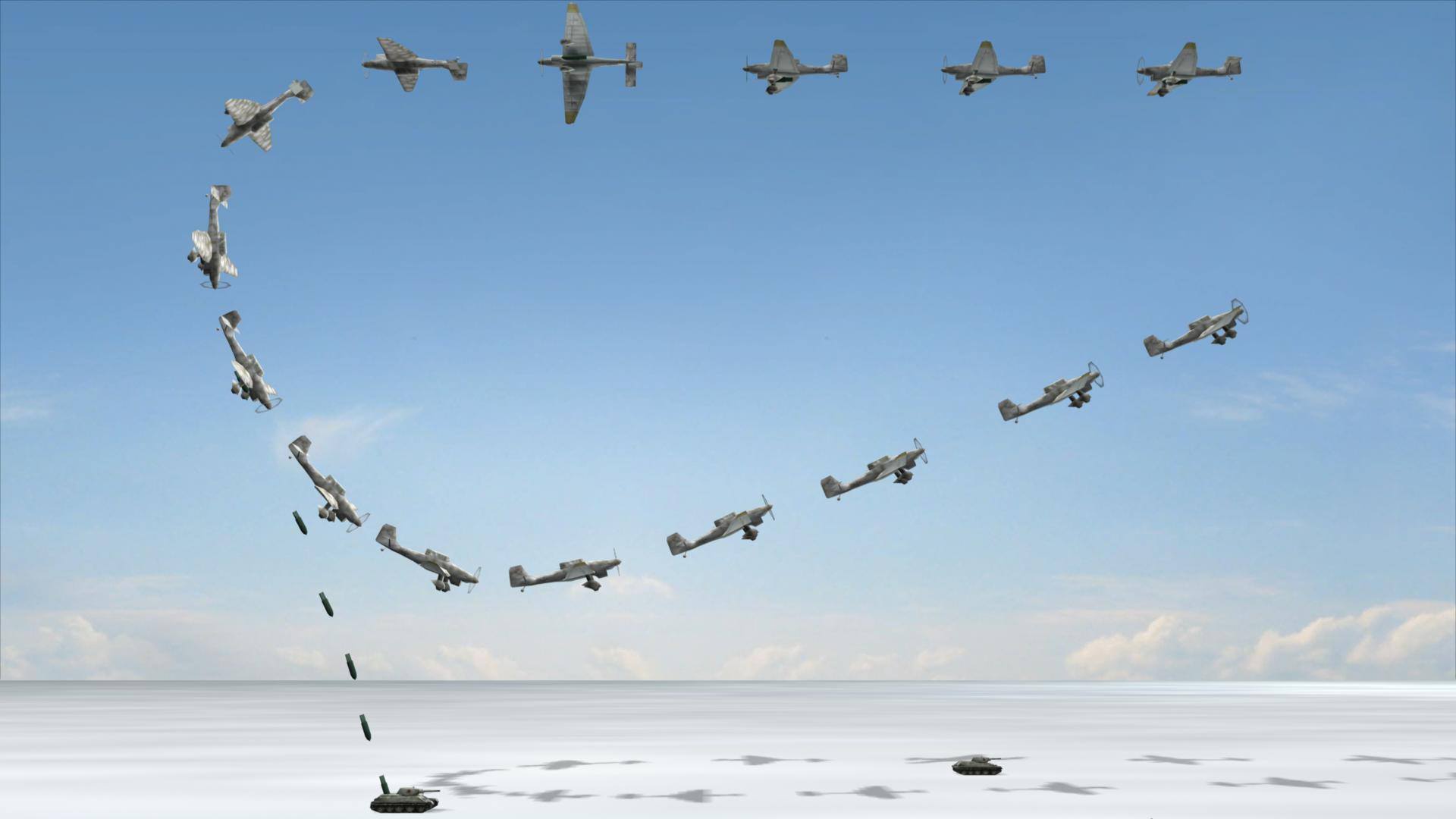
Ju 87正以俯衝投彈去炸毀坦克

Ju 87的設計始於1933年，屬於名為「俯衝轟炸機計劃」（德語：Sturzbomber-Programm）計畫的一部分。它採用英國勞斯萊斯紅隼型發動機，第一架原型機在瑞典的Flygindustri基地建造並於1934年年底秘密運回德國。原本應該在1935年四月完工，但是因為機體強度不足，因此推遲到10月才完成；不過處女飛行在該年9月17日就完成了。Hauptmann Willy Neuenhofen的報告指出，唯一的問題是散熱器太小，容易讓發動機過熱。
搭載Kestrel V12液冷式引擎、裝配雙垂尾的Ju 87 V1在1936年1月24日墜毀，容克斯的首席飛行員Willy Neuenhofen和他的工程师Heinrich Kreft身亡；事故原因是过于脆弱的方形雙垂尾和尾舵在俯衝時解体，导致飞机进入倒尾旋而失控。此后，飞机改為單垂尾布局。為了承受俯衝時的负荷，机身框架和纵梁上用铆钉安装了加强板；另外在机翼前緣的下面也加裝了可旋轉90度的液壓空气制动片。
航空部仍然對Ju 87提不起興趣，而來自英國的引擎更是沒有留下好印象。1935年年底容克斯建議改用DB 600 V12引擎，而最後一型裝配了Jumo 210引擎，航空部也同意這個臨時方案；1936年一月该机开始修改設計，但在最初的兩個月并沒有飛機可試飛，因为24日的事故损失了飛機。
第二架原型機仍然被設計上的問題所苦。因为担心强度，双垂尾被单垂尾方案代替；因为缺乏DC 600发动机，又改为採用BMW“黃蜂”引擎；這些修改讓試飛推遲到1936年2月25日，到了三月又決定采用Jumo 210Aa發動機，而这个决定一年后又将被Jumo 120 G所代替。即使試驗結果不錯，试飞员空军上尉Hesselbach也肯定了它的飛行表現，沃爾弗拉姆·馮·里希特霍芬告訴容克斯的代表和首席工程師恩斯特·辛德爾（Ernst Zindel），他认为Ju 87动力不够强大，因此成為德國空軍主力俯衝轟炸機的可能性不大。1936年6月9日航空部下令終止開發，轉而投入竞争对手亨克爾的He 118。但烏德特第二天就取消了這個命令，开发得以繼續。
1936年7月27日，烏德特试飞He 118原型機时将飞机坠毁；当天亨克爾打电话警告过烏德特螺旋槳脆弱的問題，而烏德特在飞行时沒有考慮到这一点，所以在俯衝時引擎超速，造成螺旋槳断裂。這個事件之後烏德特隨即宣佈斯圖卡在俯衝轟炸機的競標中胜出。

## 設計

### 基本設計
Ju 87屬於單引擎的全金屬懸臂樑單翼機，具有固定式起落架並可搭載2名飛行員，主要結構金屬與蒙皮皆用杜拉鋁，至於如襟翼（Wing flaps）等需要堅固結構的區域則是由合金所組成，而需要承受強大應力的零件與螺栓則使用鋼鐵鑄造。
Ju 87配備了的機工維修組員的檢修艙口蓋·設計師避開焊接的區域。在任何情況下都可在將已鑄造的零件更換，機身零件設計是要求可以互換以方便維修。

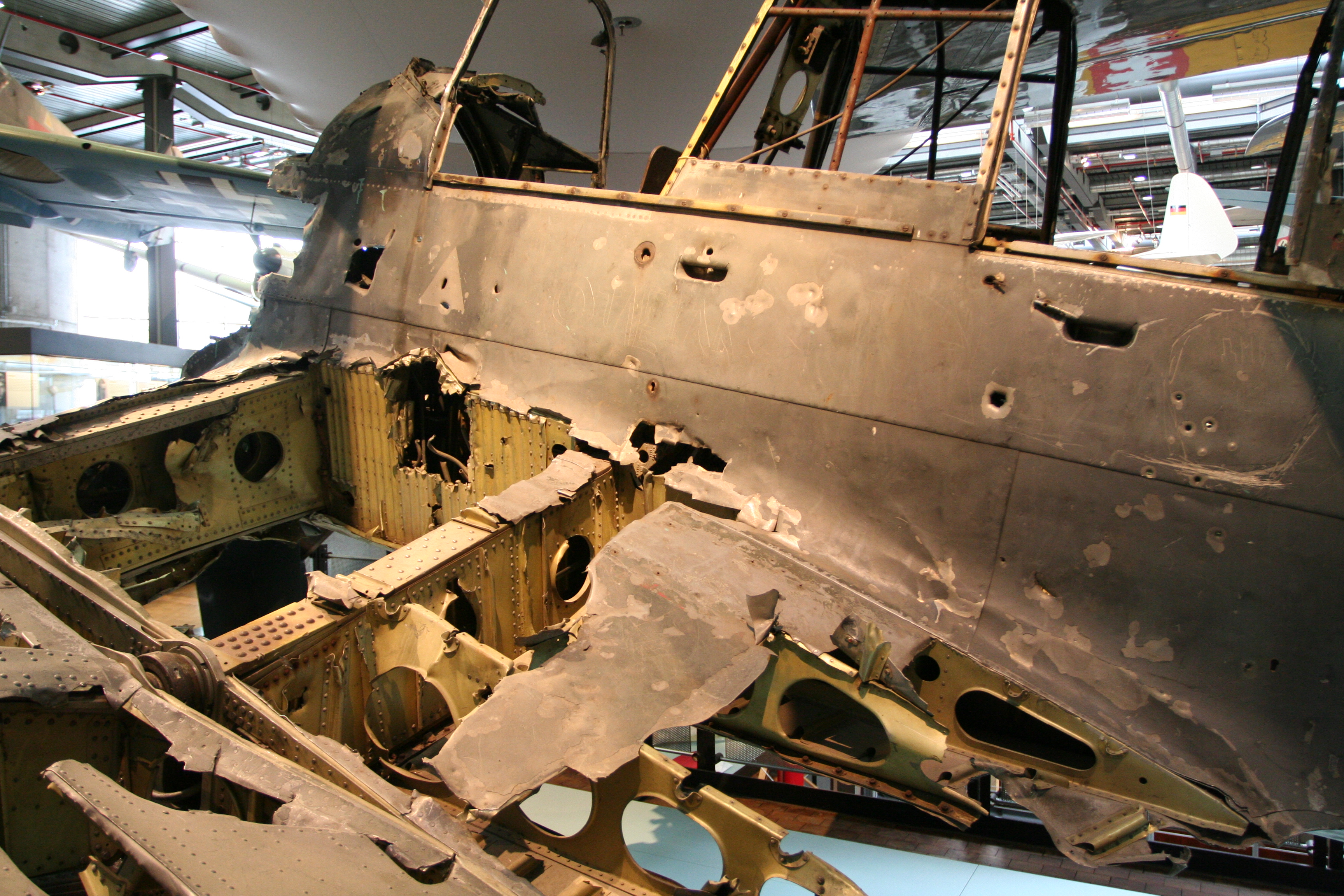
一架Ju 87B的殘骸，顯示出主翼樑和肋柱。在左下角恰好可以看到其中一根在正面和反面的二面角上連接主翼樑的栓。

機身可以允許藉由鐵路或公路進行運輸·機翼是採取標準的容克設計；在起飛時淺角度的機翼可以帶來巨大的昇力，減少起飛與降落的距離，使得Ju 87更具優勢。
經過航空器驗證中心第5壓力測試小組的測試結果，認定Ju 87具有執行俯衝轟炸的結構強度·它俯衝極速可達時速600公里；在低空飛行的情況下，重量為4,300公斤，最大速度為時速340公里。俯衝攻擊性能主要是利用雙翼底下的減速板來控制其俯衝速度，這讓Ju 87可以用穩定的速度精準攻擊目標，同時讓飛機在執行俯衝與拉起的動作時，保護乘員免於受到額外G力的傷害。
機體是屬於卵型橫切面並且安裝一具水冷式V型直列發動機。駕駛艙的部份利用設置於機翼中段（也就是油箱所在之處）前的防火牆將其與引擎隔開，在駕駛艙後方的艙壁是由帆布覆蓋住，配置的目的是讓組員可在緊急狀況下破壞艙壁以利逃脫，座艙罩則是由兩塊耐熱樹脂玻璃與一組強而有力的鋼製框架組合而成，兩個成員都有各自的滑蓋。
內側的發動機是由外部的2組管狀支柱包裹在2個主要的保護性結構內·骨架結構是三角形的，並由機身散出。主骨架以螺栓固定在發動機上半。而骨架由萬向接頭接著防火牆。防火牆本身由網狀石棉製成，在兩邊有薄板。所有通過的導管必須要安排過以避免有害氣體穿透駕駛艙。
燃料系統是位於兩翼中央的2座250公升的油箱所組成，主要是利用唧筒將燃油噴射進入發動機內，由於有性能限制，如果超過限制駕駛艙內的紅色警示燈就會發出警訊·如果系統關閉，就必須使用手動唧筒將燃料灌入燃油開關電樞。
將10 L（3 US gal）的鋁製環狀液冷器安裝在發動機與螺旋槳之間·並在發動機下面安裝20 L（5 US gal）液冷器.Ju 87除了創新性的安裝俯衝制動器之外其它控制性方面跟其它航空器類似。一釋放炸彈，俯衝制動器就會自動啟動，開始制動，從俯衝狀態中恢復並攀升，直至俯衝制動器被偏轉。為了避免發生故障，飛行員可以通過施加極強的力量至控制板，以使用手動控制系統。
最獨特的特徵則是機翼，它是由1個主翼與2個外翼所組成.外翼有4個完整面.主翼屬於負反角至於外翼方面則屬於正反角。這創造了類似海鷗翅膀的前緣。機翼的形狀改進了飛行員至地面的能見度，同時亦允許更矮的底盤。每邊的中央部分只突出了3米。
武裝系統包含安裝於兩翼、由飛行員操作的二挺7.92 mm（.312 in）MG 17機槍；機槍手/無線電操作手操作1挺7.92 mm（.312 in）MG 15後方機槍.
發動機與螺旋槳配有自動控制系統，當駕駛讓飛機進入俯衝狀態時，要讓駕駛艙側邊的紅線（60°、75°或80°）對準地平線，再以MG17的準心對準目標，而自動配平器會讓飛機的尾部較重。投彈時炸彈將會在離開支架前先向下盪開，以避開螺旋槳。

## 衍生型號

### Ju 87A

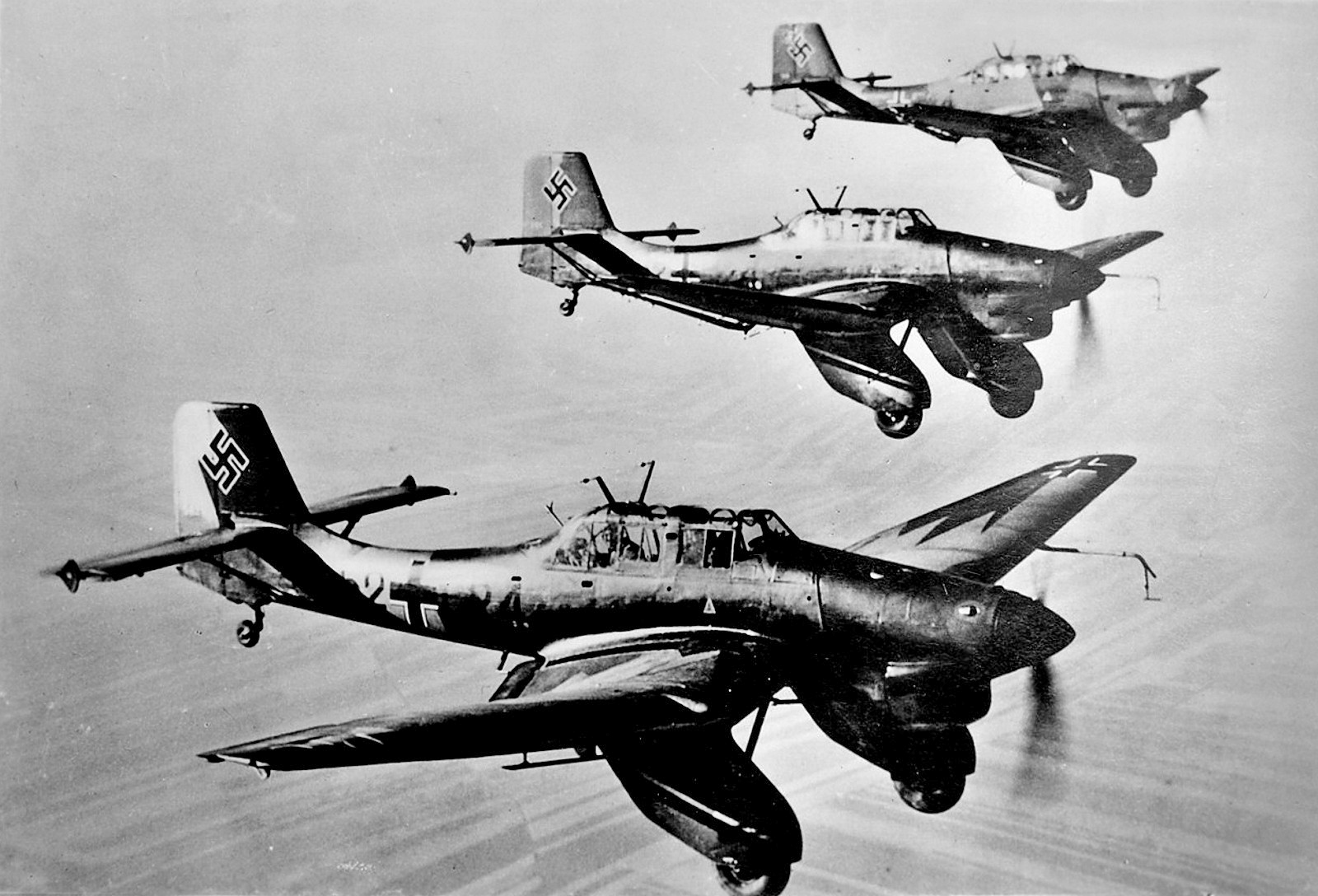
Ju 87A

第2型原型機採用重新設計的垂直安定面與輸出功率達610 PS（449 kW, 602 hp）的Junkers Jumo 210 A型發動機，後期則採用Jumo 210 Da發動機。A型的第1種子型為A-0，採用全金屬結構與密封型駕駛座艙。為了減少大量生產的困難，機翼的前緣被拉直，副翼的兩個翼型區段的前緣和後緣都平滑化了。駕駛員可以在飛行時調整升降舵和方向舵配平片，其尾端接著位於副翼和機身之間兩個部分的著陸襟翼。A-0型有著較平的引擎整流罩，這使駕駛員有更好的視野。為了讓引擎整流罩更平一些，引擎大約下移了25公分（10英吋）。機身也和機槍手座一起降低了，使機槍手有更好的射界。
德意志帝國航空部（RLM）在初期下了7架A-0的訂單，但後來追加到了11架·在1937年初期，A-0進行掛載各型炸彈的測試時·發現到Jumo 210 A有推力不足的問題，就如同沃爾弗拉姆·馮·里希特霍芬當初所預測的；最後以換裝Jumo 210 D做為解決之道·
A-1與A-0在構型方面有稍微的不同·並且配備Jumo 210 D型發動機，A-1在機翼可配備2 x 220 L（60 US gal）無裝甲配備的燃料槽· A-1預計在機翼區域裝配2 x  7.92 mm（.312 in）MG 17機槍，這個歸諸於飛機超重·在飛機起落架下方可配置500發子彈，
飛行員在射擊2挺MG 17s時主要是依靠Revi C 21C進行瞄準，機槍手則是操作一挺7.92 mm（.312 ）MG 15機槍，與A-0只能攜帶150發子彈相比A-1可攜帶14個彈鼓，每個彈鼓可攜帶75發子彈· A-1也配置尺寸更大的3.3 m（10.8 ft）螺旋槳·
由於Ju 87是配置Jumo 210 D發動機，所在飛航時可攜帶1枚超過250 kg（550 lb）炸彈·假使在沒有無線電操作手/機槍手的情況下，則可攜帶一枚500 kg（1,100 lb）炸彈·在西班牙內戰時期，所有的Ju 87A被限制只能攜帶250 kg（550 lb）的武裝，並且沒有配置機槍手·
Ju 87 A-2是配置2段式增壓器的Jumo 210Da發動機·它與A-1唯一的不同的地方在於A-1裝配可調距螺旋槳·在1938年夏天，Ju 87 A總共生產了262架，其中有192架是由德紹的容克廠負責，另外70架則由不萊梅容克廠負責·在此時裝配新發動機的Ju 87 B則開始準備接棒·
試驗機型
- Ju 87 V1 :工廠序號4921於1935年9月17日進行首飛
- Ju 87 V2 :工廠序號4922
- Ju 87 V3 :工廠序號4923於1936年3月27日進行首飛
- Ju 87 V4 :工廠序號4924於1936年6月20日進行首飛
- Ju 87 V5 :工廠序號4925於1936年8月14日進行首飛

量產機型
- Ju 87 A-0 : 10架預產機，發動機：640 PS（471 kW, 631 hp）Jumo 210C.[22]
- Ju 87 A-1 :初期生產型.
- Ju 87 A-2 :量產型，發動機：改良型680 PS（500 kW, 671 hp）Jumo 210E.

### Ju 87B
Ju 87B是第一型被大量付諸生產的機型·是Ju 87 B-0，總計生產了6架，主要是從Ju 87 A機型生產而來·試飛是在1937年的夏天就開始進行·有大約3架修改為C型或是海軍E型，大部分的B型是由Ju 87 A-1修改過來·

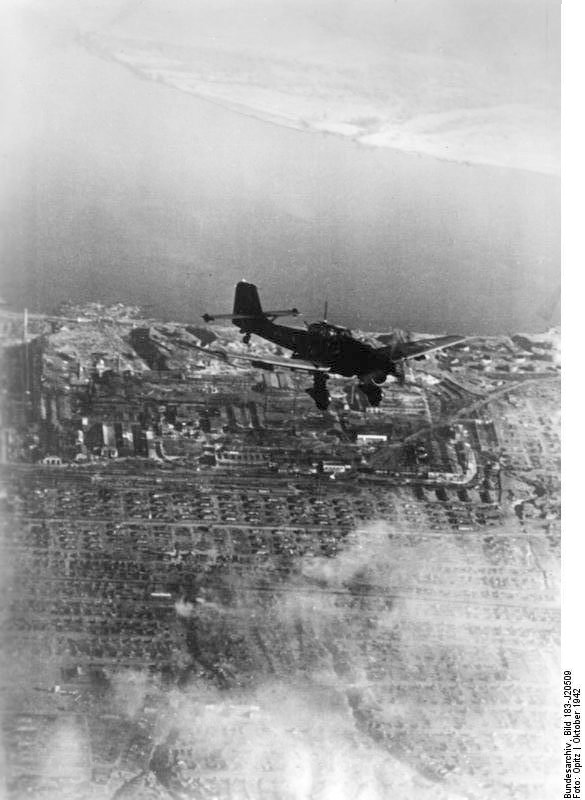
在史達林格勒上空飛行的Ju 87B

被視為主力機種的Ju 87 B-1配備Junkers Jumo 211D發動機，它可以輸出1,200 PS（883 kW, 1,184 hp），而且重新設計機身與起落架·新設計的B-1在西班牙進行測試，由於證明了具有優異的性能，故產能拉升到每個月超過60架·
在大戰爆發時，德國空軍擁有336架配置與產生音嘯聲必備的0.7 m（2.3 ft）螺旋槳的Ju 87 B-1（该套装置安装于飞机起落架上）·這對打擊敵人士氣極具有效果並且可以提高俯衝轟炸的效果·但也會讓航速慢上20–25 km/h（10-20 mph）·同時也在炸彈的穩定翼上安裝音哨，這讓炸彈在投擲時也可以產生令人恐懼的音嘯·裝配號角到Ju 87的點子主要是恩斯特·烏德特上將所提議的，但是有些人認為是阿道夫·希特勒提出來的·
Ju 87 B-2擁有了一些改進，並有不少變種，其中包括滑雪裝備的版本（B-1也有此修改）)，另一方面，則有一個熱帶行動包，名為Ju 87 B-2 trop。意大利的羅馬帝國空軍（雷吉亞空軍）接收了一定數量的B-2型並將它們命名為Picchiatello（瘋狂），B-2型也廣為被其它軸心國空軍使用如匈牙利，保加利亞與羅馬尼亞等·

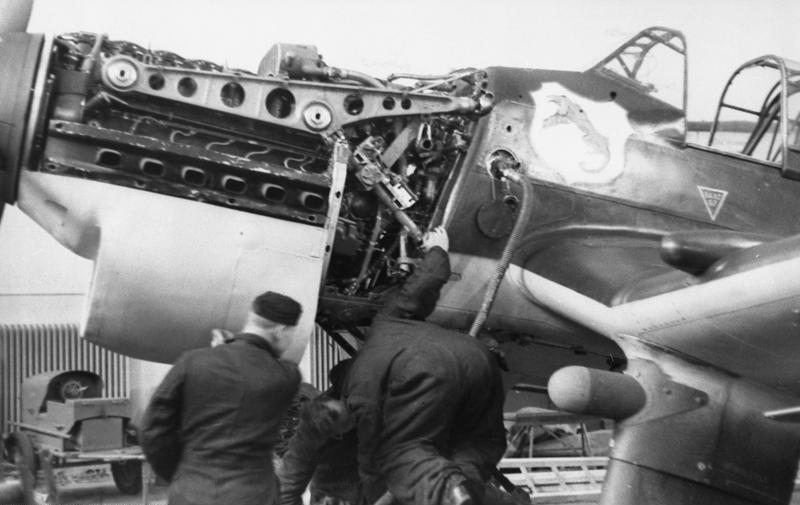
將Jumo 211D發動機安裝進入Ju 87B

在1937年Ju 87B就開始進行生產·89架的B-1由位於德紹的容克廠進行生產，另外的40架則從1937年7月開始在不萊梅的威塞爾廠負責·在1938年4月之後生產作業則由威塞爾負責·其它的352架的產量都是由容克廠負責到1940年3月為止·
從1938年8月到1940年3月為止威塞爾總計生產了740架的Ju 87s·總共交付了700架的Ju 87 B-1與230架的B-2給德國空軍其中有550架則是由容克生產·剩下的需求則是由位於柏林的威塞爾廠負責生產·
Ju 87 R長距離的Ju 87 B，它是首批用於執行反艦任務的機型·利用2具300 L（80 US gal）可拋棄式油箱讓可攜帶燃料量增加到1,080公升·在滿載燃料的情況下，炸彈攜帶能力縮減到1枚250 kg（550 lb）炸彈·
Ju 87 C海軍版本的Ju 87B，計劃以齊柏林伯爵號航空母艦做為作戰基地，然而這艘空母卻因大戰爆發而無法完工，導致所有的Ju 87C修改回標準型的Ju 87 B·Ju 87 R-1則是以B-1為基礎在合理範圍內增加燃油提供給Jumo 211A發動機同時加裝一個額外的油箱·
Ju 87 R-2與B-2屬於同一種機身，但有給予強化這讓R-2在俯衝時達到600 km/h（370 mph）的速度·它換裝成Jumo 211D軸狀發動機·但是這樣的改變讓機身超重達700 kg（1,540 lb），這讓R-2在航速與升限方面都遜於Ju 87 B-1系列·同時在航程方面增加了360 km（220 mi）·
R-3與R-4屬於R系列的最後一型·都只有少數的量產機型·R-3是屬於實驗機型具有拖曳滑翔機的功能並且將無線電係統予以擴充，並且藉由拖曳繩索的聯接讓機組人員與滑翔機上的人員進行通話·R-4與R-2不同點在於R-4裝配Jumo 211J發動機·在不萊梅的Weserflug廠負責生產了471架的Ju 87R-2與145架的Ju 87R-4·但R-4其中有2架原形機因為測試而失事·
Ju 87 B-2/U1則就所謂的熱帶機型（tropicalised）裝配了沙塵過濾器與熱帶區域裝備（tropical emergency equipment）也就是所謂的Ju 87 B-2 tro·
已知原型機型
- Ju 87 V6 :工廠序號0870027首飛於1937年6月14日
- Ju 87 V7 :工廠序號0870028首飛於1937年8月23日
- Ju 87 V8 :工廠序號4926首飛於1937年11月11日
- Ju 87 V9 :工廠序號4927
- Ju 87 V15:工廠序號0870321·機身號碼D-IGDK..
- Ju 87 V16:工廠序號0870279·機身號碼GT+AX.
- Ju 87 V17:並未付諸生產·[23]
- Ju 87 V18:並未付諸生產·[23]

### Ju 87C
在1937年8月18號時德國航空部決定生產Ju 87 Tr(C)；納粹德國海軍則是預定將Ju 87C做為俯衝與魚雷兩用轟炸機。這一型的原型機以被生產出來並於1938年1月進行測試·從1938年2月到4月進行為期2個月的測試。
V10屬於定翼型實驗原型機，V11則修改為可摺疊機翼的原型機。原型機採用Ju 87B-0機身與Jumo 211 A發動機。
由於V10原型機問題頻出到1938年3月之前都還沒完工。 V11原型機進行首飛的日期是在5月12日。在1939年12月15日，陸地著陸攔截測試已經完成。但他們發現到攔截裝置太脆弱了需要更換，測試顯示平均攔截距離為20-35公尺。Ju 87 V11則在1938年10月8日被設計為C-0。為配備的摺疊機翼設計的標準Ju 87C-0。從1940年4月～7月為止，艦載型司圖卡主要是於位於不來梅的威瑟爾進行生產。到1941年8月為止總計有120架的Ju 87 C-1型出廠。
在Ju 87 C中的特殊裝備就是雙座式的橡膠座位與單一式武器與彈藥。在每一個機翼內搭載2具加大化的750 L（200 US gal）燃料箱與燃料快速轉儲系統，目地在於讓機身迫降在海平面上之後可支撐3天不沉沒。在1939年10月6日，大戰已經爆發雖然彈射器持續的進行測試，但是120架的Ju 87Tr(C)s的生產計劃已經被迫取消。
Ju 87 C起飛時重量為5,300 kg（11,700 lb）；起飛時速為133 km/h（82 mph）。在機身下可掛載1枚SC 500 kg（1,100 lb）炸彈與4枚50 kg（110 lb）炸彈。C-1在機翼上可配備2挺MG 17s機槍和1挺後衛型MG 15機槍。
已知原型機型
- Ju 87 V10:機身號碼D-IHFH（更改號碼為TK+HD）。工廠序號4928，於1938年3月17日進行首飛。
- Ju 87 V11:機身號碼TV+OV。工廠序號4929，於1938年5月12日進行首飛。

### Ju 87D
儘管在不列顛空戰時Ju 87面對敵方攻擊時曝露出脆弱的問題，然而德國空軍沒有替代機種的情況下只有持續的針對Ju 87進行性能改良。在1941年6月時，德意志帝國航空部（RLM）將V21-25等原型機命名為D系列。
Ju 87 D-1預計是要配備Daimler-Benz DB 603發動機，但是由於Jumo 211優異的性能表現；DB 603在性能上很明顯的拙劣於後者，所以在測試期間DB 603就被換下來。並且D系列設計出效率更佳的液態冷卻器，至於座艙方面經過空氣動力學的測試後，Ju 87的視野與艙內空間變得更好.另外,提升裝甲保護力並在後方防禦部位裝備一門雙挺高射速的7.92 mm（.312 in）MG 81Z機槍·發動機則再一次的提升，讓Jumo 211 J-1或Jumo 211 P輸出馬力高達1,420 PS (1,044 kW, 1,401 hp).

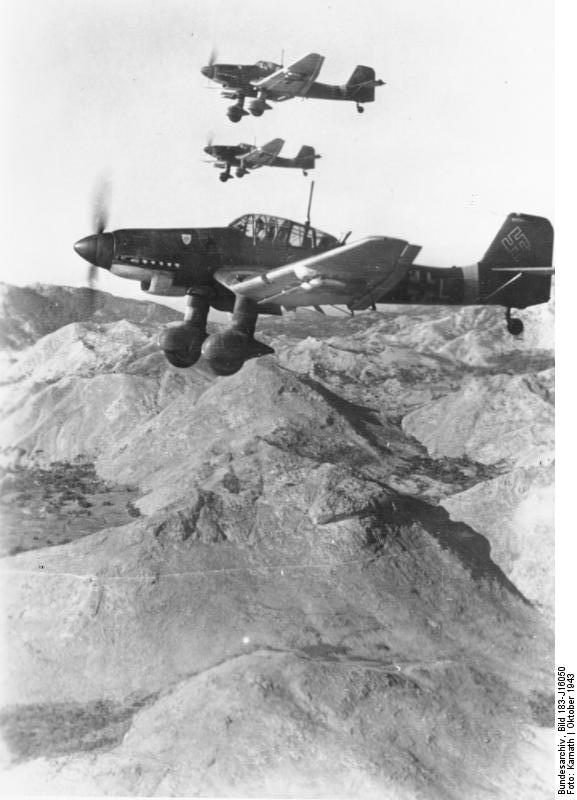
飞行中的Ju 87D三机编队（kette），1943年10月/11月

Ju 87 D的燃料攜帶量增加到1,370 L（360 US gal）。這讓它在雷赫林的滯空測試時可達2小時15分鐘。如果再加上2 × 300 L（80 US gal）油箱可讓滯空時間長達4小時.

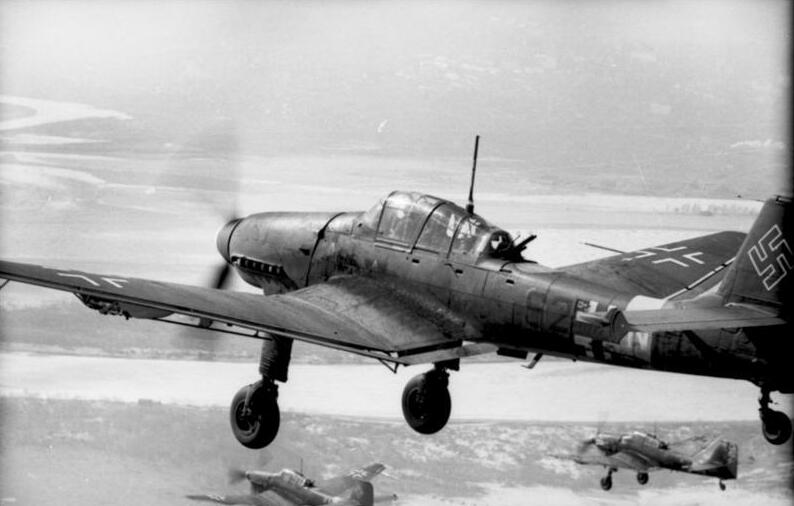
飛行中的Ju 87 D

在1941年要求生產線製造出495架的D-1，並且從1941年5月到1942年3月予以交付。由於德意志帝國航空部要求從1941年2月開始生產832架，故Weserflug也開始負擔部份產能，從1941年的6月到9月為止D型產能約為40架，爾後產能提高到90架。在7月計畫要生產48架卻只有1架出廠，在1941年8月，德國航空部希望能生產25架卻也無法達成目標。在1941年9月生產線預計要生產102架飛機實際上卻只有2架出廠。在1941年底的差額，在這段時間WFG廠從不萊梅搬遷生產線到柏林，導致預期每個月有40架的產量實際上只有23架的產能，總計少了超過165架Ju 87的產能。
從1942年春天到1944年為止，D-1, D-2與D-5總計生產3,300架左右。 D型廣泛的運用在東線與北非戰線上面，攜彈量從B型的500 kg（1,100 lb）提高到D型的1,800 kg（3,970 lb，最大負荷狀態下)，傳統的載彈量範圍是從500-1,200 kg（1,100-2,650 lb）之間.
Ju 87 D-2由較老舊的機型改裝，是可以拖曳的滑翔機。原本預定是用於做熱帶型Ju 87，它配備較重的裝甲以保護駕駛來對抗來自地面的炮火，但是額外的裝甲也減弱了性能的表現，（空軍司令部）故這部份的改裝並沒有將D-2的生產活動中
。
Ju 87 D-3則是由改良D-1的裝甲防護力而來，主要是為了改善地面攻擊的性能。引擎方面則是配備Jumo 211 J型發動機，在Ju 87 D型中有少量是被規劃並配備合適裝備的D-3Ns或D-3/ trops.
Ju 87 D-4開發目地是要在齊伯林空母（Graf Zeppelin）上進行作業，它是魚雷轟炸機的原型機，可攜帶750-905 kg（1,650-2,000 lb）的空投魚雷.機身是從D-3修改過來.與早期D型不同的是它還安裝發動機點火整流器（flame eliminator），並且在安裝可由無線電手/槍手操作的2 × 20 mm MG 151/20機砲；同時可攜帶1,000～2,000發彈藥 。
Ju 87 D-5是以D-3為基礎開發出來，它獨特的地方在於D-5的機翼比先前的機型加長0.6公尺。1943年8月，將Jumo 211 J-1換裝為內附supercharger與冷卻器的Jumo 211 P的發動機，爬升率可增加到15 m/s（2,953 ft/min）。至於Jumo 213這型發動機在不加長機翼的條件下，就可以增加爬升率。在2,000 m（6,400 ft）高度進行俯衝速度可達650 km/h（408 mph），在低空中飛行距離達715 km（443 mi），然而在5,000 m（16,400 ft）高空中飛行距離則為835 km (517 mi)。
在機身單一油箱的燃料攜帶能力可達480 L（127 US gal）在兩翼部位可攜帶150 L（40 US gal）燃料，並在機翼下方掛載可拋棄式油箱，在機翼部位配備20 mm MG 151/20機砲，可攜帶180發砲彈，無線電/機槍手則可操作一挺7.92 mm（.312 in）MG 81Z機槍，可攜帶1,400~2,000發左右的彈藥。
Ju 87 D-6主要是根據第2097的操作說明文件，少量的坄產以訓練飛行員能快速適應Ju 87 D型，但因為原物料的短缺而無法量產。
Ju 87 D-7則以D-1機身為基礎配置D-5的裝備（裝甲，機砲與機翼）而開發出來的地面攻擊機，D-8與D-7頗為類似但D-8是以D-3為基礎開發出來的。
有指D-7及D-8專門用於夜間作戰，因為它們完全基於可轉換機身和可執行不同類型的任務。兩者都裝有火焰減低器，因此可以進行夜間作業。
E型與F型的原型機並未進行開發，反而容克是直接開發出更新的機型也就是俗稱的Ju 87 H教練機，它採用複合控制。
在1943年1月時，Ju 87 D成為Ju 87G的測試平台。在1943年初期，位於Tarnewitz（現名：博爾騰哈根）的德國空軍測試中心，由經驗豐富的試飛員G. Wolfgang Vorwald進行試飛但結果並不理想，故提議將機砲裝在俗稱大黃蜂的Me 410上面。但測試還持續進行。1943年1月31日，Ju 87 D-1工廠序號2552由上尉漢斯⋅卡爾施特普在布良斯克的教練場進行試飛，結果發現必須要增加滑行的時間並降低速度到259 km/h（162 mph）。由於加裝37 mm（1.46 in）BK 37機砲的緣故，在戰場上Ju 87G的敏捷性較D型中的D-1與D-3來的差。
以下為已知的原型機編號：
- Ju 87 V 21機身號碼D-INRF·工廠序號0870536.於1941年3月1日進行首飛.
- Ju 87 V 22機身號碼SF+TY·工廠序號0870540.於1941年3月1日進行首飛.
- Ju 87 V 23機身號碼PB+UB·工廠序號0870542.於1941年3月1日進行首飛.
- Ju 87 V 24機身號碼BK+EE·工廠序號0870544.於1941年3月1日進行首飛.
- Ju 87 V 25機身號碼BK+EF·工廠序號0870530.於1941年3月1日進行首飛.
- Ju 87 V 30工廠序號2296·只有一架Ju 87 D-5的原型機·於1943年6月20日進行首飛
- Ju 87 V 26-28未知的實驗機型·[34]
- Ju 87 V 31未知的實驗機型·[34]
- V 42-47未知的實驗機型·[34]

### Ju 87G

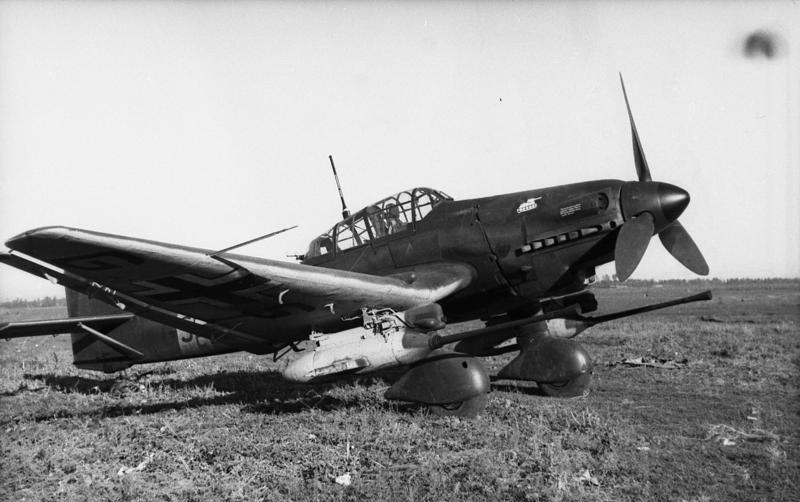
有著「大炮鳥」之稱號的Ju 87 G-1型 斯圖卡，其機翼下共配置兩門37公釐的BK 3,7機砲。

Ju 87G型是針對反坦克任務所研製的攻擊機，也是Ju 87最後一個型號，主要使用於東線。1943年後，雖然Hs 129B型攻擊機在戰場上已被證明是性能優異的攻擊機，但它的大型油箱容易使其被防空砲火擊毀，因此帝國航空部要求容克公司在最短時間內研製出可替代Hs 129的軍機，以對抗規模龐大的蘇聯裝甲部隊。11月3日，艾爾哈德·米爾希提出開發Ju 87的後續機種或將其重新設計的計畫，最終決定以Ju 87D型為基礎進行重新設計，配備Jumo 211J型發動機，並安裝2挺口徑37公釐的機砲，機體經過改良後還可掛載重達1,000公斤的自由落體炸彈。由於被軍方要求加強低空攻擊的特性，故模仿了蘇聯空軍IL-2攻擊機的裝甲防護，保護乘員免受地面砲火的傷害。
Ju 87的著名王牌飛行員—漢斯·烏爾里希·魯德爾建議在Ju 87機翼下配備兩挺37公釐的18式防空砲，如同37公釐3.7外掛式加農砲（Bordkanone 3.7，或簡稱「BK 3,7」）以獨立的機砲莢艙供給其火力，爾後前者相當成功地接替了20公釐MG 151/20機砲獵殺蘇聯坦克的任務，配備該武器的D型2552號機還因此取得了「古斯塔夫戰車殺手」的稱號。1943年1月31日，漢斯·卡爾施特普上尉進行了Ju 87G型的首次試飛。此時兩種裝備大型75公釐BK機砲、預計擔任反戰車任務的軍機—24架的Ju 88P-1型轟炸機持續存在著問題、另一種的Hs 129B-3型攻擊機又發展緩慢，這使得Ju 87G型即必須迅速投入量產。1943年4月，第一架Ju 87G-1量產型被送交至前線服役。
Ju 87G型由於在機翼底下配置了兩挺37公釐機砲與可裝填6發碳化鎢穿甲彈的彈莢，故有「大砲鳥」（Kanonenvogel）的暱稱，這樣的設計在魯德爾此類的戰技優異的斯圖卡飛行員手中使用非常成功。G-1型則是由舊式的D系列機身修改而成，它雖保留了較小的機翼卻把俯衝制動機拿掉了，G-2型與G-1型頗為類似卻保留了比D-5型較寬大的機翼，並新生產了208架G-2型，其中有22架是自D-3型修改而來。
庫斯克會戰首日，魯德爾是唯一一位駕駛正規Ju 87G型投入會戰的飛行員，其他則有許多架D型裝備了37公釐機砲、以非正規的G型機身份參與作戰。1943年6月，帝國航空部下單生產20架的G型。雖然較前型速度較為遲緩，但翼面積變大的結果使得穩定性與低失速性皆有所提升，這讓G型成為了打擊地面裝甲車輛或登陸艇的強力武器。G-1的成功影響了後來美國空軍的A-10攻擊機的設計，而魯德爾的自傳：《斯圖卡飛行員》也成為了每一位A-10攻擊機駕駛員的必讀書籍。

## 服役與作戰歷史

### 西班牙內戰與兀鷹軍團
大部份的德國軍機的設計都有參考禿鷹軍團在西班牙內戰的作戰經驗，一架Ju 87 A-0（V4原型機）分配到作戰編號29-1的VJ/88實驗作戰空軍聯隊。在1936年8月1日夜間，該機裝載在西班牙籍貨船Usaramo號上秘密從漢堡出發並於5天後到達加的斯。
在西班牙戰場上，有關Ju 87的作戰紀錄是於1937年佛朗哥時期，由Herman Beuer中士駕駛參加畢爾包之戰·根據推測該機可能秘密返回德國。
在1938年1月時有3架的Ju 87 A抵達，發現在簡陋的前線機場進行作業時，起落架會有陷在泥濘中的問題。另外假如要搭載500公斤炸彈就必須要撤裁機槍手的座位，因此通常將炸彈的負荷量限制於250公斤之內。Ju 87加入西班牙法西斯行列擔任反艦任務，並於1938年10月返回德國，用5架的Ju 87 B-1替換A-1。

### 第二次世界大戰
所有的Ju 87都部署到德國東部邊境預備做入侵波蘭的準備，在1939年8月15號的清晨，在為最高司令部人員做一次大規模的俯衝轟炸實地演習中，由於當天雲層過低再加上地面意想不到的濃霧，讓飛機在進行時俯衝時無法即時拉起的；導致大規模的失事事件，有13架的Ju-87墜毀並且導致26名飛行員喪生。

#### 波蘭

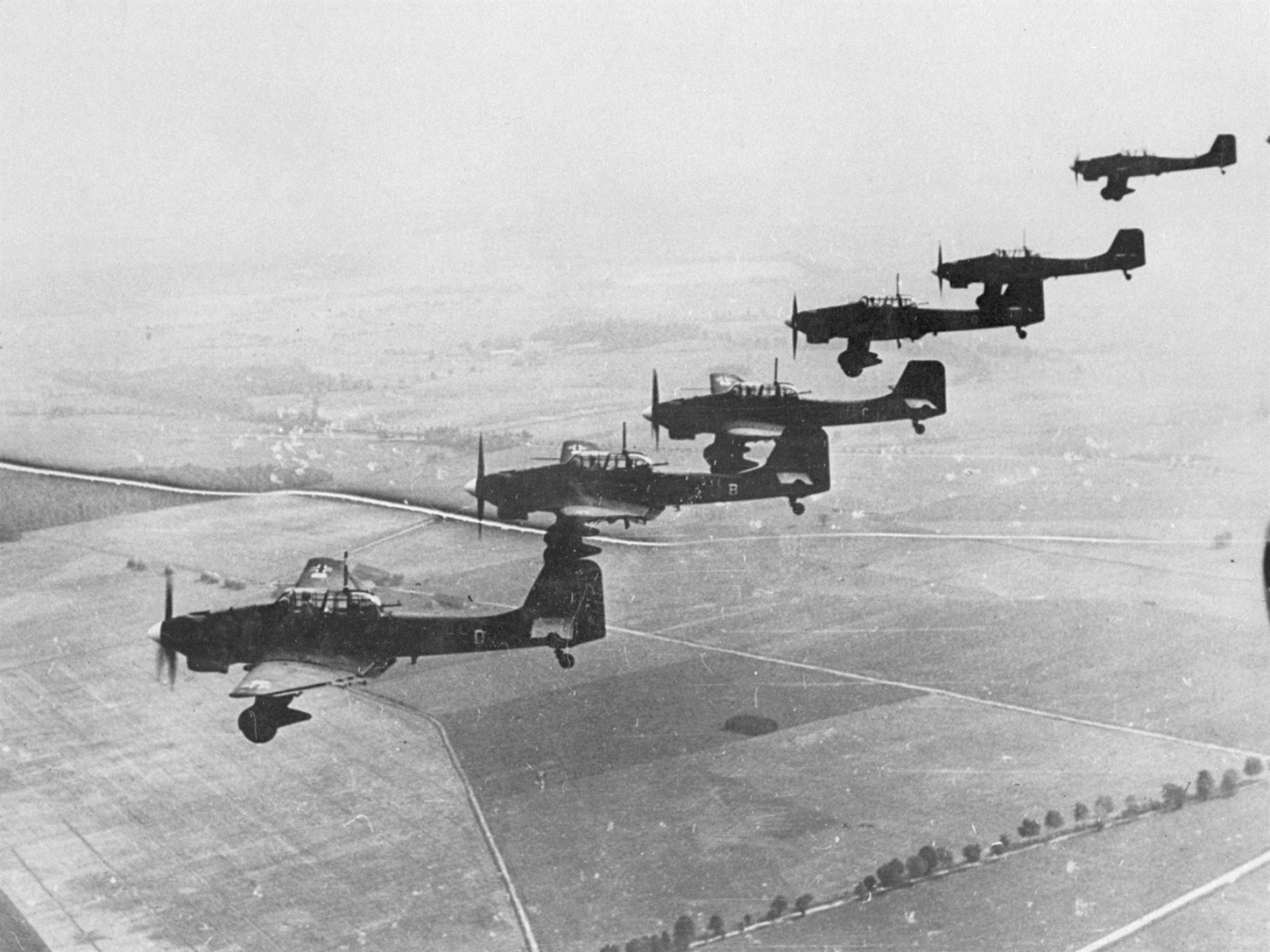
1939年9至10月間，於波蘭上空飛行的Ju 87B型轟炸機。

1939年9月1日德軍入侵波蘭挑起了第二次世界大戰。根據空軍軍需部（Generalquartiermeister der Luftwaffe）的紀錄顯示，德軍於1939年8月31日有366架Ju 87A型與B型機可供作戰。在約清晨4點26分時，第1俯衝轟炸聯隊第3中隊隊長布魯諾·迪里中尉（Bruno Dilly）所指揮的三機編隊（Kette）執行了二次大戰首次的轟炸行動，其目的為防止波軍破壞特切夫市可橫跨維斯瓦河的地爾蕭（Dirschau）大橋，讓德軍可將東普魯士與德國本土的補給線連繫起來。Ju 87的攻擊在德國官方進行宣戰佈告前11分鐘就已執行，並擊中了地面的波軍，然而該單位還是沒有達到預定的目標，波軍在德國陸軍抵達前就已炸毀了該橋。
9月1日一早，Ju 87即贏得了它的首次空戰勝利，當時第2俯衝轟炸機聯隊第1「英麥曼」大隊的雙機編隊長（Rottenführer）弗朗克·涅博特（Frank Neubert）中尉打下了第一架波軍的PZL P.11戰鬥機，後者才正自巴里斯機場（Balice）起飛，其飛行員麥希斯洛·梅維基上尉（Mieczysław Medwecki）陣亡。Ju 87也有少數服役於海軍的幾個反艦單位，如海軍第186俯衝轟炸機大隊，該單位曾擊沉了波蘭海軍停泊於港內的風號驅逐艦（Wicher，排水量1540噸）與獅鷲號佈雷艦（Gryf，排水量2227噸）。還有一次被德軍所包圍的6個波軍師，後者在經過第51、76和77俯衝轟炸機聯隊為時4天的輪番轟炸後宣告投降，在該行動中德軍使用了50公斤的人員殺傷彈，令波軍傷亡頗重，導致其士氣低落，最終投降。Ju 87也參與了決定性的布楚拉戰役，該戰役擊潰了波軍於西方集結的殘餘戰力。在德波戰爭中，德軍單單俯衝轟炸聯隊所投擲的炸彈就有388公噸之多，而僅損失了31架Ju 87。

#### 挪威

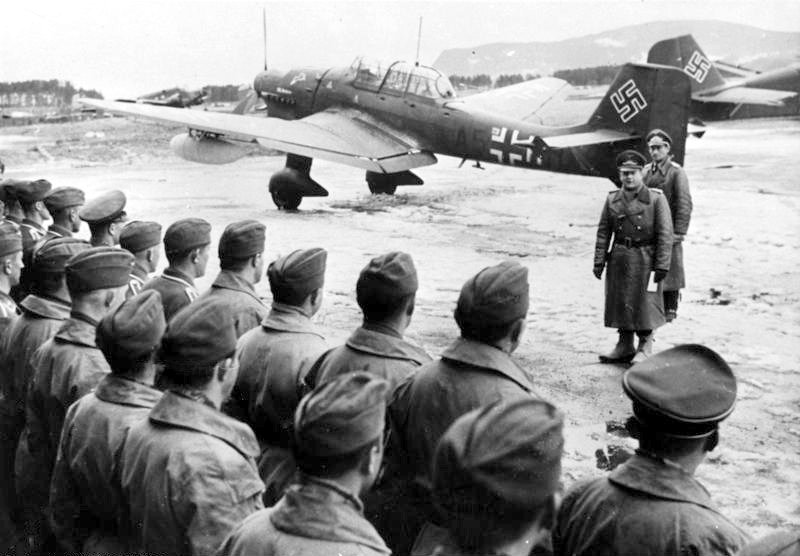
艾爾哈特·米爾希將軍乘Ju 87到挪威戰地。

1940年4月9日德國對挪威與丹麥發動了「威瑟演習作戰」入侵，丹麥很快就宣告投降，而挪威方面則尋求英法的支援以抵抗德國的入侵。進攻挪威的行動因為當地的山區地形而排除了先前由空中力量與裝甲兵的「閃電戰式」協同作戰，而是憑藉Ju 52運輸機與滑翔機空降其空軍傘兵部隊空降獵兵與特種滑雪部隊。Ju 87在此戰役中主要是擔任對地攻擊與反艦的角色，並被證明為德國空軍中最適合執行後者任務的機種。
入侵行動首日，挪軍的奧斯卡堡要塞（Oscarsborg）擊沉了德軍的布呂歇爾號重巡洋艦，打亂了德軍兩棲部隊直接自奧斯陸峽灣登陸奧斯陸的計畫，隨後在早上10點59分，德軍第一批的Ju 87轟炸機自其佔領的機場起飛，摧毀了該要塞，並繼續在隨後的德勒巴克灣戰役中協助壓制挪威守軍，後者一直到奧斯陸被佔領前都未投降。另一方面，在斯塔萬格外海，第1俯衝轟炸機聯隊發現了挪威軍的驅逐艦「艾格魯號」（Æger，排水量735噸），並進行了猛烈的攻擊，炸彈擊中了該艦的動力室，令其擱淺，最終被挪軍放棄鑿沉。此時的俯衝轟炸機聯隊又採用了新型裝備Ju 87R型，該機增加了內部燃油量以及可在兩翼下各掛載一具300公升的油箱，增加了其航程。
Ju 87在本次戰鬥中充分顯示出其反艦能力的優越，4月30日，該機擊沉了英軍武裝帆船「鸕鶿號」（Bittern）；5月1日，第1俯衝轟炸聯隊又擊沉了自纳姆索斯撤出的法軍所搭乘的野牛號驅逐艦（Guépard），該艦前方彈藥庫被擊中，造成108人身亡，英軍的阿弗瑞狄號驅逐艦（Afridi）試圖營救落水者也同樣被Ju 87所擊沉，造成63人陣亡。雖然挪威戰役中空軍十分地活躍，戰鬥也很快就結束，但以德國海軍的角度來看，卻因艦艇損失比例高而屬失敗。

#### 法國與低地國
俯衝轟炸機部隊於波蘭和挪威的戰鬥中得到許多寶貴的經驗，由於其導致波軍的失敗和第1俯衝轟炸機聯隊對奧斯卡堡要塞的壓制行動，令俯衝轟炸機部隊於假戰期間更加勤練單點轟炸的技術，這在日後的西方戰役中取得了相當的成功。
1940年5月10日德軍發動了代號「黃色案」的進攻行動，對荷比盧三國發動攻擊，而Ju 87轟炸機則協助德軍令埃本-埃美爾要塞機能喪失的任務。駐紮於拉內肯（Lanaeken）的盟軍指揮官進行了炸毀沿著艾伯特運河所建的全部橋梁之任務，但Ju 87展現了其精準度，盟軍的小型指揮部隨即被擊中4枚炸彈，最終3座橋只被摧毀了一座，讓德國陸軍可以繼續迅速地挺進。俯衝轟炸機聯隊亦成功地幫助德軍在色當的突破，當日Ju 87總計出擊了300架次，單第77俯衝轟炸機聯隊就出擊了201次個別任務。然而一旦遭遇了敵軍有組織的反擊時，Ju 87的脆弱性隨即暴露出來，其中一個例子是在5月12日時，色當附近隸屬第5戰鬥機中隊第1小隊（Groupe de Chasse I/5）的6架法軍H-75戰鬥機攻擊了12架沒有護航戰機的Ju 87機群，後者被擊落11架，而法軍沒有任何損失。
整場戰役中，德國空軍得益於良好的地空通信系統，搭載無線電的地面部隊軍官可呼叫Ju 87機群前來支援、轟炸位於其進攻軸心上的敵軍陣地，在某些情況下Ju 87甚至能在10到20分鐘內即回應。德軍第8航空軍參謀長漢斯·賽德曼中校（Hans Seidemann）就曾經讚揚過：「不會比這順利的協同通信與如此成功的聯合作戰成就了」。
敦克爾克戰役期間多艘盟軍船艦被Ju 87所擊沉。5月21日法軍驅逐艦「機巧號」遭其擊沉，接著在5月28日時外輪船「鳳頭鷹號」亦被擊沉。5月29日英軍驅逐艦「手榴彈號」也被Ju 87擊沉，同時另外有數艘船遭到重創。截至5月29日盟軍已有31艘船沉沒，另有11艘艦艇重創。總計有89艘商船（排水量共126,518噸）損失，其中英國皇家海軍出動的40艘驅逐艦中有29艘受損（分別有8艘沉沒、23艘被重創，需脫離現役身份）。由於盟軍的空中武力混亂而效率不佳，Ju 87的損失大部分都是來自於地面防空砲火，共120架Ju 87（佔該機型總架數之1/3）因被敵軍摧毀與各個原因而損失。

#### 不列顛
為了不列顛戰役，德國空軍集結了5個裝備了Ju 87的聯隊投入其作戰序列中，分別為：第2教導聯隊第4大隊、第1俯衝轟炸機聯隊第3大隊、第2俯衝轟炸機聯隊第3大隊、第51俯衝轟炸機聯隊和第3俯衝轟炸機聯隊第1大隊。作為一種打擊盟軍海上交通的武器，Ju 87的表現於不列顛戰役初期令人滿意。1940年7月4日，第2俯衝轟炸機聯隊成功襲擊了通過英吉利海峽的盟軍商船，並擊沉了4艘貨船：布里索姆號（Britsum）、達拉斯市號（Dallas City）、丟卡利翁號（Deucalion）和庫爾加號（Kolga），另有6艘以上受損。這天下午，33架Ju 87給了英國本土歷史上未曾有過的一次強力空襲，隸屬第51俯衝轟炸機聯隊第3大隊的Ju 87機群躲過了皇家空軍的攔截，擊沉了波特蘭港的英軍弗里班克號商船（Foylebank），造成298乘員中有176人陣亡，該船其中一位砲手傑克·弗瑞曼·曼特爾（Jack Foreman Mantle）在船逐漸沉沒時仍繼續對俯衝轟炸機開砲，後來重傷身亡，被追授了維多利亞十字勳章，曼特爾在那場襲擊中也造成了德軍一架Ju 87的損失。
在整個8月裡，Ju 87也有完成數次成功的攻擊行動。8月13日一早，德軍開始對機場進行主要攻擊。這天即是著名的「鷹日」（Adlertag），第26戰鬥機聯隊的Bf 109為執行作戰而首先派出，並成功逼退了英軍戰鬥機，使第1俯衝轟炸機聯隊的86架Ju 87可以毫無阻礙地攻擊德特靈（Detling）的空軍基地，本次攻擊令基地指揮官陣亡，並有20架停於地面上的皇家空軍飛機以及機場幾棟建築物被摧毀，然而德特靈機場並非皇家空軍的戰鬥機指揮部門的管區。
不列顛戰役首次證明了Ju 87在敵人領空上、面對組織完備與堅定的敵人戰鬥機部隊時有多麼地脆弱。如同其他俯衝轟炸機，Ju 87的速度緩慢、裝甲薄弱，更嚴重的是，在它投擲完炸彈後要拉高的動作時速度慢、又處於低空狀態，德軍戰鬥機難以護航。Ju 87極為倚賴己方的空中優勢，但這點德軍是否在英倫三島上空持有頗有爭議。Ju 87在8月由於驚人的損失數量撤出對英作戰後，德國空軍只剩下準度不高的地面攻擊機可投入對其的作戰。Ju 87在其參與的戰鬥中皆有固定比例的損失。8月18日即英方所稱的「最難日」（Hardest day）中，英德雙方皆蒙受了大量的損失，Ju 87更是在16架被摧毀、多架被重創的情況下被迫撤出戰鬥。自空軍軍需部的資料中顯示，在這6個星期的作戰中，Ju 87共有59架被摧毀、33架受到程度不一的損傷，德軍於8月8日至18日中損失的Ju 87數量就佔了該機種總架數的20％，「斯圖卡神話」被粉碎。另一方面，Ju 87亦擊沉了英軍6艘軍艦、14艘商船、7個機場和3個雷達站被摧毀或重創，以及49架飛機被摧毀（大多為停於地面者）。8月19日德國第8航空軍自其瑟堡-奥克特维尔附近的基地轉移至加来海峡（更接近德軍預計進行兩棲登陸之地區），編列於第2航空隊之下。9月13日，德國空軍再度針對英軍機場發動攻擊，這次僅以小股的Ju 87兵力穿越塞爾西（Selsey）沿岸，攻擊坦迷爾（Tangmere）。
此次攻擊結束後，自1940年11月1日起，反艦攻擊機的角色再度回歸到Ju 87上，作為實施冬季海運封鎖新戰術的一部份。之後10天裡，英軍損失與被重創了7艘商船（大部分於泰晤士河口附近），而德軍則損失4架Ju 87。11月14日19架隸屬第1俯衝轟炸機聯隊第3大隊的Ju 87與護衛該單位的第26與第51戰鬥機聯隊，再度出動打擊英軍海上船團，但因為在河口沒有發現目標，而改攻擊次要目標的多佛。不佳的天氣令Ju 87的反艦任務執行困難，且不久後它們就轉到了東線邊界重新佈署，為入侵行動「巴巴羅薩」隱蔽集結其兵力。到了1941年春季，德軍只剩下第1俯衝轟炸機聯隊的30架Ju 87繼續與英國周旋，並在整個冬季至3月都以小規模的部隊執行作戰，作戰範圍包括海上、泰晤士河口、查達姆（Chatham）的海軍船塢以及多佛海峽，並還有穿越海峽擔任夜間轟炸機。這些攻擊在冬季過後恢復進行。

#### 北非與地中海

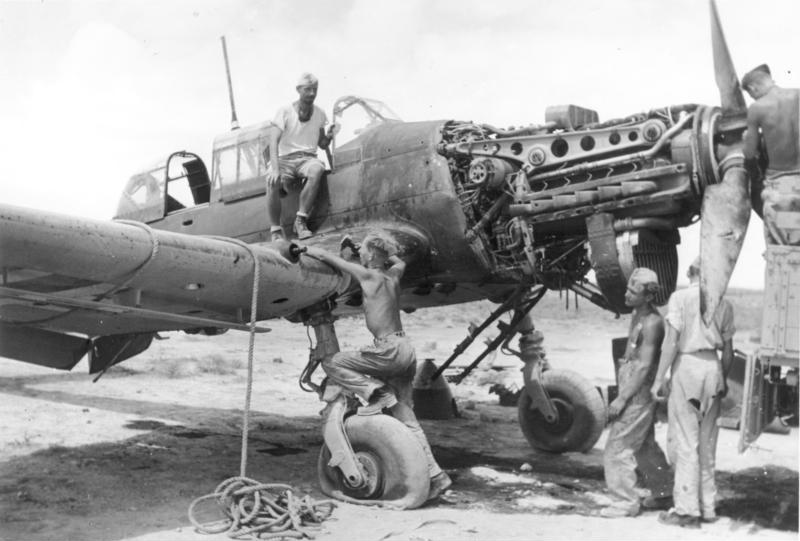
1941至1942年間於北非的Ju 87B型轟炸機

當義大利在希臘與北非的軍事行動失敗後，最高統帥部立即派遣德軍介入當地。1940年12月第10航空軍麾下的第3俯衝轟炸特遣隊開始進駐西西里。幾天後，兩個大隊（共約80架）的Ju 87轟炸機也抵達了當地機場。駐北非的Ju 87特遣部隊的首要任務即是打擊於北非與西西里之間航行的盟國海軍，頭號目標即是英國皇家海軍的卓越號航空母艦，由於該艦飛行甲板有6,500平方公尺之大，故Ju 87的飛行員們有信心能擊沉它。1941年1月10日當天在Ju 87的猛烈轟炸下卓越號身中4枚500公斤炸彈，幾乎要被擊沉，然而因為該艦引擎性能完好，使其得以撤退到馬爾他島而未被德軍摧毀，後者用於攻擊的6架Ju 87轟炸機當中則有3架遭到重創。
軸心國於地中海戰區的另一支主力空軍義大利皇家空軍也曾裝備過Ju 87轟炸機。1939年時義大利政府要求帝國航空部供應其100架Ju 87，前者的飛行員則前往奧地利的格拉茨進行俯衝轟炸的訓練。1940年夏德國將100架Ju 87B-1型轉交到義大利空軍的手中，後者將其編入第96轟炸機大隊（96° Gruppo Bombardamento a Tuffo），同時也將斯圖卡的綽號改稱「打擊者」（Picchiatello），之後將其分配至第97轟炸中隊、第101轟炸中隊與第102轟炸中隊。Ju 87主要被用於攻擊馬爾他、盟軍在地中海的船團，以及北非戰場（曾參與攻佔托布魯克的行動）。
義大利使用Ju 87至1942年，其早在1940年10月就曾將部份的Ju 87投入於希意戰爭中，但由於數量太少而並未造成影響，而在1941年上半年希臘軍迫使義軍退回其入侵起點的阿爾巴尼亞領地內，因此希特勒決定再次以軍事行動救助他的盟友。同年3月親德國的南斯拉夫王國政權倒台，憤怒的希特勒下令將南斯拉夫列入進攻目標內，德軍隨即於4月7日發動「瑪莉塔作戰」，進攻南斯拉夫與希臘。德國空軍派遣了第1、第2與第77俯衝轟炸聯隊參與該行動，Ju 87轟炸機又再一次的擔任了空中攻擊的先鋒，並於前線投注了300架次的空中力量。由於南斯拉夫空軍的抵抗能力甚小，Ju 87轟炸機在該區贏得了令人畏懼的聲譽，後者於當地作戰幾乎未受到影響，令敵軍地面部隊遭逢重大的損失，僅有少量的Ju 87毀於地面輕型砲火的攻擊，其效果甚佳的俯衝轟炸攻擊也促成了南斯拉夫政府在短短10天內宣佈投降。部份的Ju 87也被投入於希特勒下令的「懲罰行動」（Operation Punishment）轟炸了該國首都貝爾格勒。這場行動裡俯衝轟炸機負責攻擊機場與已知的防空砲陣地，水平轟炸機則打擊平民目標，最終貝爾格勒被重創，據報共有2,271人死亡、12,000人受傷。
希臘方面，儘管有英軍的全力支援且只受到軸心國輕微的空中攻擊，但盟軍的抵抗能力已宣告崩潰，準備撤退到克里特島上。Ju 87的空中攻擊令盟軍在此區活動的船艦損傷甚大。4月22日Ju 87擊沉了希臘海軍驅逐艦普薩拉號（Psara）和九頭蛇號驅逐艦（Hydra）。在接連2天的Ju 87轟炸攻擊下，希軍於比雷埃夫斯海軍基地共損失了23艘船。克里特島戰役期間，Ju 87扮演了指標性的角色。1941年5月21至22日德國試圖藉由海運來增援入侵克里特島上的德軍，但在英軍歐文·格蘭利少將（Irvine Glennie）所指揮的地中海「D艦隊」攔截下損失了10艘船艦，被迫撤退。D艦隊的主力為輕巡洋艦「迪多號」（Dido）、「俄里翁號」（Orion）、「阿傑克斯號」（Ajax）以及4艘驅逐艦。德軍為因應英軍艦隊的威脅，調遣了Ju 87前來支援。5月21日，Ju 87首先擊沉了擊沉英國驅逐艦「朱諾號」（Juno），隔日也讓戰鬥艦「厭戰號」受損、巡洋艦「格洛斯特號」（Gloucester）則被擊沉，當日英軍共損失了45名軍官和648名士兵。同日早晨，Ju 87也成功地擊傷了輕巡洋艦「斐濟號」（該艦隨後被Bf 109戰轟型所擊沉），還幸運地以一發炸彈擊沉了灰狗號驅逐艦（Greyhound）。當克里特島戰役即將進入尾聲、盟軍開始撤軍時的5月23日英軍又再損失了驅逐艦「克什米爾號」（Kashmir）與「凱利號」（Kelly）；5月26日，赫里沃德號驅逐艦（Hereward）也被擊沉，輕巡洋艦迪多號與俄里翁號則被重創，其中俄里翁號上搭載的1,100名士兵在撤往北非的路上因攻擊而有260名士兵陣亡，另有280名受傷。
北非戰場上，俯衝轟炸聯隊在為時兩年的激烈戰鬥中支援埃爾溫·隆美爾將軍指揮的德意志非洲軍部隊，同時也負有打擊盟軍海上運輸的任務。1941年，Ju 87轟炸機的主要任務為攻擊被包圍的托布魯克港，其戰鬥歷時了7個多月之久，往後它還參與了加查拉、第一次與第二次的阿拉曼戰役，其中盟軍於後者戰鬥中獲得了決定性的勝利，隆美爾被迫撤退至突尼斯。另外，盟軍自1942年秋起於該戰區的空軍實力快速地提升，Ju 87變得非常弱勢，其損失極為慘重。英美聯軍發動「火炬行動」登陸北非後，德軍的情勢更加險惡，Ju 87在現時戰鬥轟炸機的戰爭中面臨即將被淘汰的命運，德軍另外兩種主力戰機Bf 109與Fw 190在投擲炸彈後仍能以戰鬥機的身份與盟軍戰機較量，但Ju 87沒有這樣的能力。在1942年11月11日的空戰中，15架的Ju 87在僅僅幾分鐘內被美國陸軍航空軍的P-40戰鬥機全數擊落，前者的脆弱性完全被暴露出來。
到了1943年盟軍在北非已有絕對的空中優勢，Ju 87執行任務時僅能以雙機編隊（Rotte）冒險出擊，而一旦遭遇了盟軍戰機就必須立刻丟棄炸彈。為了解決此問題，德軍勢必要準備配有足夠燃料的戰鬥機護航，一旦脫離了戰鬥機的保護網後，Ju 87就必須靠自己了。德軍退出北非後，Ju 87仍繼續支援著南歐的戰事。在1943年9月義大利投降後，Ju 87參與了其最後一次的空中勝利行動多德卡尼斯群島戰役。原本希臘的多德卡尼斯群島被英軍部隊所佔領，德軍派遣了墨伽拉和羅德斯島上的第3俯衝轟炸聯隊（共75架Ju 87轟炸機）攻擊該島，以期收復它們，由於英國空軍基地與該島達500公里之遠而難以支援，故Ju 87成功地支援了德軍登陸部隊，迅速收復了該島。

#### 東線戰場

##### 巴巴羅薩作戰：1941年

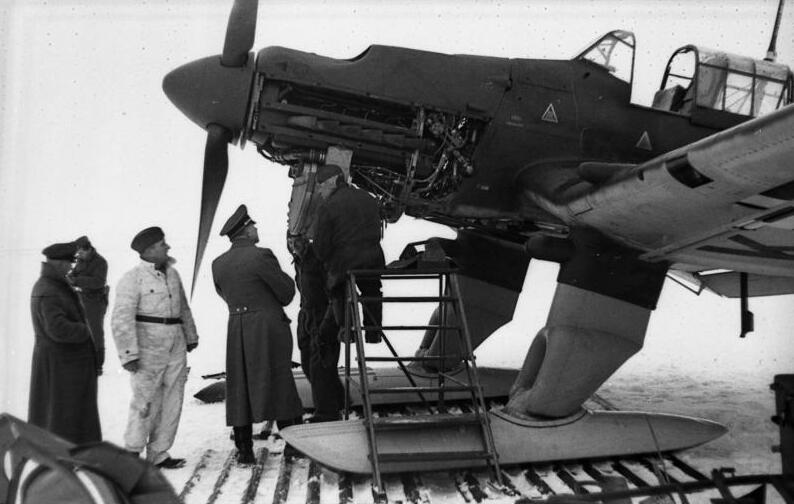
東線戰場為德軍和Ju 87轟炸機帶來了新的挑戰，一架裝設了滑雪起落架以適應冬季氣候的Ju 87B-2型。照片攝於1941年12月22日。

1941年6月22日德意志國防軍發動了巴巴羅薩行動入侵蘇聯。德國空軍於1941年6月22日時共將俯衝轟炸機聯隊的序列分至4支轟炸機聯隊：分別為一、由里希特霍芬指揮的第8航空軍下屬的第1俯衝轟炸機聯隊（編有聯隊本部、第2與第3大隊）、第2俯衝轟炸機聯隊（編有聯隊本部、第1、第2和第3大隊）；二、由布鲁诺·勒尔策指揮的第2航空軍，下有第77俯衝轟炸機聯隊（編有聯隊本部、第1、第2、第3大隊）；三、由漢斯-于爾根·施通普夫指揮的第5航空隊，負責挪威與北極圈方面作戰，編有第1教導聯隊第4俯衝大隊。
蘇德前線上第一架被擊毀的Ju 87發生於作戰首日凌晨3點40至47分之間，當時由第51戰鬥機聯隊的Bf 109負責護航，Ju 87則負責攻擊蘇軍於布列斯特的要塞設施，隸屬第77俯衝轟炸聯隊的卡爾·費爾林上尉（Karl Führing）駕駛的Ju 87被一架I-153所擊落，在開戰當日，俯衝轟炸聯隊雖然損失了兩架，但是蘇聯空軍於西線的兵力在一天內即宣告全滅。德國官方報告預估有1,489架飛機被摧毀，後來以機體殘骸作為判定標準後發現總計超過2,000架飛機，而根據蘇軍的報告顯示，在接下來的兩天內又再損失了額外1,922架飛機。蘇軍在空中的抵抗力量無疑是大為減弱的，這使得德軍至年底前可在空中全無敵手。
Ju 87的攻擊令蘇軍損失慘重，其在阻斷後者反攻行動、消滅堅強據點和破壞補給線等方面無疑是成功的。截至7月5日為止，StG 77共計摧毀了18輛火車與500輛的各式車輛。在Ju 87強力的支援下，第1、2裝甲軍團成功地跨越了第聶伯河、建立了橋頭堡，並對基輔完成了包圍行動，並在9月13日、第1俯衝轟炸聯隊僅損失一架Ju 87的情況下，成功地破壞了該區的鐵路網，令蘇軍在突圍時遭逢嚴重的損失。隔天，隸屬第2俯衝轟炸聯隊的漢斯·烏爾里希·魯德爾，於列寧格勒軍區的喀琅施塔得港上空投擲了一枚1,000公斤炸彈，成功擊沉了蘇軍戰鬥艦「馬拉號」。Ju 87另一位飛行員艾格貝特·傑克爾少尉（Egbert Jaeckel）也成功擊沉了明斯克號驅逐艦，同時守護號驅逐艦與M-74號潛水艇也相繼被其他Ju 87擊沉。Ju 87也以損失兩架的飛機的代價重創了蘇軍十月革命號戰艦、驅逐艦西稜尼號（Silnyy）與威嚇號（Grozyashchiy）。
在東線其他戰區，Ju 87支援了中央集團軍挺進莫斯科的行動。在12月13至22日之間，第77俯衝轟炸機聯隊總計擊毀了23輛戰車與420台車輛，這對此時被迫採取守勢的德軍之士氣有莫大的幫助。第77俯衝轟炸機聯隊在「颱風作戰」中為效率最佳的俯衝轟炸機聯隊，以損失25架飛機的代價摧毀了蘇軍2,401台各式車輛、234輛戰車、92處的火砲陣地與21列火車。在巴巴羅薩行動結束時，第1俯衝轟炸機聯隊在空中損失了60架Ju 87、在地面上則被摧毀了1架；第2俯衝轟炸聯隊在空中則損失了39架、於地面上被摧毀了2架；第77俯衝轟炸聯隊在空中亦損失了29架、於地面上被摧毀了3架；駐守在挪威的第1教導聯隊第4大隊也損失了24架，全毀於空戰之中。

##### 藍色行動至史達林格勒：1942年

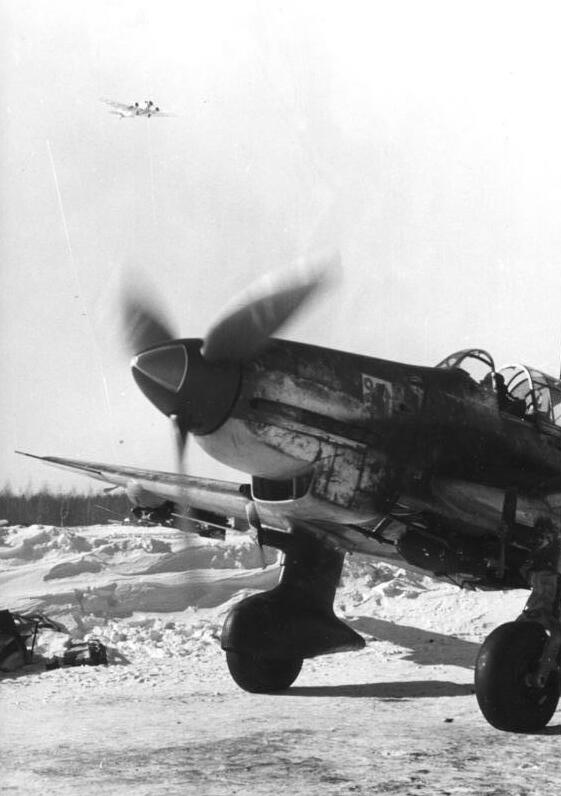
1942至1943年冬季期間，一架Ju 87D型機正準備啟航去打擊蘇軍陣地

在1942年初Ju 87即給了德國陸軍極為重要的支援。1941年12月29日，蘇聯第44軍團登陸了刻赤半岛。德國空軍僅能抽調4支轟炸機集群和兩支隸屬於第77俯衝轟炸機聯隊的俯衝轟炸機集群的微弱兵力予以增援。但憑藉著德軍穩固的空中優勢，Ju 87的攻擊行動毫無阻礙，在刻赤半島戰役開始後10天，蘇聯一半的登陸部隊即被消滅、用於海上補給的蘇聯船隻也被Ju 87的猛烈打擊所重創。Ju 87此時對蘇軍戰車尚未有強大的破壞力，蘇軍的T-34後期型除非被直接擊中，不然一般情況下都可抵禦其攻擊；然而蘇聯第44軍團只有過時的型號以及裝甲薄弱的戰車，在Ju 87的打擊下幾近全滅。塞瓦斯托波爾戰役期間，Ju 87多次轟炸了被包圍的蘇軍部隊，有的飛行員甚至出動了300架次之多。第4航空隊的第77俯衝轟炸機聯隊一共出擊了7,708次，投下了3,537噸的炸彈於該城，也協助德軍於7月4日俘虜投降的蘇軍作業。
德軍為了發動1942年夏季攻勢藍色行動，集結了1,800架的飛機於第4航空隊，後者也因此成為了當時世界上規模與力量最為強大的一支空軍作戰部隊，其中Ju 87有151架。史達林格勒戰役期間，Ju 87為攻擊該城而出動了數千架次，第1、2、77俯衝轟炸機聯隊於1942年10月14日分別出動了320架次。在德軍第6軍團推進到伏爾加河以西1公里時，德國空軍出動了1,208架次的Ju 87對這小面積的城市進行了猛烈的空襲，儘管造成龐大的損失，但並沒有成功消滅城中的蘇軍。到了戰爭這個階段，Ju 87部隊出擊次數最為頻繁，它們平均每天飛行達500架次，每天都造成蘇軍大量的傷亡與損失，但每天也才平均失去一架Ju 87。
史達林格勒戰役標誌了Ju 87戰鬥生涯的最高峰，隨著時間而實力逐漸增強的蘇聯空軍亦從德國空軍奪下了制空權，在此之後，Ju 87的損失量持續上升。

##### 庫斯克至隕落：1943年
Ju 87也被大量用於衛戰作戰庫斯克會戰。德國空軍將第1俯衝轟炸機聯隊第1、2、3大隊和第3俯衝轟炸機聯隊第3大隊集結於第6航空隊。第2與第3俯衝轟炸機聯隊第1、2、3大隊的兵力亦集中於漢斯·賽德曼的第8航空軍中。其中魯德爾上尉所用的「大砲裝」Ju 87G型在奧廖爾與別爾哥羅德對蘇軍裝甲兵力有強大的破壞力。Ju 87特別於蘇軍在7月16至31日的攻勢中對其進行反擊，解除了兩個德軍軍團被包圍的危機，並在7月20日讓蘇聯第11近衛軍團裝甲兵力減少到只剩下33輛戰車，蘇聯的攻勢被德軍自空中所遏止。
然而德軍也付出了相當的損失，第8航空軍在7月8日就損失了8架Ju 87，在7月9日則損失6架，7月10日損失6架，到了11日又再損失8架。斯圖卡部隊也失去了8位騎士鐵十字勳章的得主。7月5日至31日第77俯衝轟炸機聯隊損失了24架Ju 87（該聯隊在1942年9月至12月還有損失23架Ju 87），第2俯衝轟炸機聯隊也在相同時期裡損失了30架。1943年9月3個俯衝轟炸機單位重新裝備了Fw 190F型與G型（地面攻擊型），並改命名為「攻擊聯隊」（Schlachtgeschwader）。由於面對空中佔壓倒性多數的敵機，Ju 87必須依賴德國戰鬥機的保護才能對抗蘇軍戰鬥機。

##### 巴格拉基昂行動至柏林：1944至1945年
在戰爭快要接近尾聲時，隨著盟軍取得空中優勢，Ju 87逐漸被Fw 190的攻擊機型號所取代。到了1944年初期，Ju 87的數量逐漸減少。在1944年6月26日，為了應付蘇軍的巴格拉基昂行動，德國空軍將Ju 87與Fw 190混合編組參加戰鬥。在1944年夏季，一支名叫「庫爾麥聯隊」（Gefechtsverband Kuhlmey）的混編飛行部隊，其中有大量的Ju 87被派往芬蘭前線支援並成功阻止了蘇軍第四波的攻勢；該部隊以損失41架飛機的代價摧毀了蘇軍200台戰車和150架飛機。到了1945年1月31日，該部隊只剩下104架Ju 87能夠保持作戰狀態，加上來自其他部隊的Ju 87和Fw 190共70架；不過由於長期缺乏燃料使得Ju 87被迫停飛，該出擊次數逐漸減少，直到1945年5月戰爭結束
在戰爭結束前的最後幾個月裡，對地攻擊聯隊仍不斷地牽制敵軍的攻勢；值得注意的是，Ju 87也參與了柏林防禦。 在1945年1月12日，白俄羅斯第1方面軍發動維斯瓦河-奧德河攻勢，在蘇軍的攻勢下德軍節節敗退。在蘇軍方面，由於前線的機場跑道充斥泥濘，蘇軍為了乘勝追擊，直接放棄空中支援的機會直取柏林。至於德軍方面，被迫退守到空軍基地的德軍憑藉完善的設施和平整的混凝土機場跑道，開始從空中對蘇軍縱隊發動不間斷的反擊攻勢。短短兩週之內蘇軍就損失超過800以上的各式車輛；在 1945年2月的前三天，在德軍空襲下蘇軍損失2,000台各式車輛和51台戰車；這讓第1白俄羅斯方面軍打消了要在1945年2月中旬攻佔柏林的念頭。另外有一部分的Ju 87也參與這次反攻，這是自1940年以來德國空軍力量最集中的一波攻勢。到了1945年2月，德軍甚至在東線戰場取回了空中優勢來對抗蘇軍；雖然德國空軍的反攻僅持續了三個月，而這波攻勢也耗盡了德國本土僅存的儲備燃料，但對於德軍在柏林的防禦上有很大的幫助。在1945年2月8日，在Ju 87上的魯德爾也為這場反攻貢獻了13台敵方戰車的擊破數。

## 生產
儘管初期的Ju 87問題頻出，但是德意志帝國航空部還是下了216架Ju 87A-1的訂單並且要求在1936年1月到1938年1月底交機·容克的產能是屬於滿載的狀態，故擴充產能就變的異常急迫。
首批的35架Ju 87A-1是由威塞爾（WFG）負責生產·到1939年9月1日時，有360架Ju 87A由位於德紹的容克廠與位於不萊梅的威塞爾廠負責生產·
在1939年9月30日時容克接受了高達2,365,196帝國馬克針對Ju 87的生產訂單，同時德意志帝國航空部訂下金額為243,646帝國馬克的開發訂單·根據位於柏林的審計單位的資料顯示，在1941年9月30日財政審計日截止時，開發Ju 87機身總計花費3,059,000帝國馬克·在1940年6月30日為止，總計有697架的B-1型與129架的B-2型被量產出來·同時也生產了105架的R-1與7架的R-2·

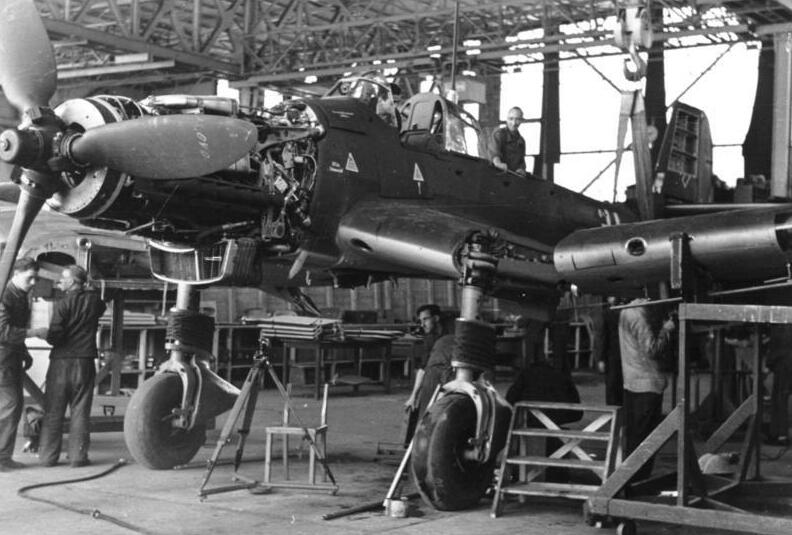
在安裝機翼過程中的Ju 87D

B-2飛行距離並不能滿足任務需求故在1940年下半年期望能開發長距離的Ju 87R·有105架的R-1型是被改裝為R-2同時更進一步的下616架R-2的訂單·在1941年5月時D-1的開發計劃才正式上線·到1942年3月時才開始量產·因此擴充Ju 88轟炸機生產線以彌補Do 17轟炸機停止量產時所產生的軍需空缺。
由於威塞爾廠具經驗的生產工人短缺的問題日益嚴重·這促使艾爾哈德·米爾希進行視察並在會議中威脅該公司要在1942年2月23日時滿足德國航空部對於Ju 87D-1的需要·為了滿足產能的空缺，勢必要700名技術熟練的技工·技工就從服務於德意志國防軍維修體系中招募過來·而容克廠也向威塞爾廠提供了300名工人，
在過渡期中，同時也驅逐大批的蘇聯戰俘與平民到德國·日以繼夜的做苦工以補足不足的產能·威塞爾就此得到官方的表彰·到1942年5月之後需求更進一步的上升·首席採購官Walter Herthel就發現每生產一架的Ju 87需要100名技術工人但每個月就會損耗20名工人，到1942年12月之後每個月生產一架Ju 87的技術工人只有達到80名而已。

在1942年8月17日，由於將BV 138在威塞爾的生產線予以關閉的結果，讓空閒的工人得以轉到Ju 87生產線上·雖然機體的生產還是供不應求，以及部分零件產能還未跟上，但Ju 87D每個月的產能已達到150架·艾爾哈德·米爾希在1942年9月時下令每個月Ju 87產能要達到350架，這在人力短缺的第三帝國還是個遙不可及的目標·
帝國航空部考慮將生產線轉至斯洛伐克，但是這會耽誤生產直至樓宇和工廠可以用來放置機床。同時，這些工具卻是供不應求，因而，帝國航空部希望從瑞士和意大利購買。斯洛伐克可以提供3,500至4,000名工人，但其中沒有技術人員。此舉每月只能生產共25個機組，然而需求卻在增加。十月份，生產計劃遭到另一個打擊，威塞爾的其中一間工廠遭到摧毀，使得後輪和底盤部件長期短缺。容克斯董事和納粹德國空軍工業部成員Carl Frytag指出1943年為止只有120架Ju 87能從不來梅出廠，230架從滕珀爾霍夫。
在1944年9月為止Ju 87已知的生產數量：
| 機型 | Junkers | WFG   | 總數  | 生產期間              |
| ---- | ------- | ----- | ----- | --------------------- |
| A    | 192     | 70    | 262   | 1937年7月－1938年9月  |
| B-1  | 311     | 386   | 697   | 1938年9月－1940年5月  |
| B-2  | 56      | 169   | 225   | 1940年2月－1940年10月 |
| R-1  |         | 105   | 105   | 1940年1月－1940年5月  |
| R-2  |         | 472   | 472   | 1940年1月－1941年7月  |
| R-4  |         | 144   | 144   | 1941年5月－1941年10月 |
| D-1  |         | 592   | 592   | 1941年8月－1942年7月  |
| D-3  |         | 1,559 | 1,559 | 1942年5月－1943年11月 |
| D-5  |         | 1,488 | 1,488 | 1943年5月－1944年9月  |
| G-2  |         | 208   | 208   | 1943年12月－1944年7月 |
| 總數 | 559     | 5,193 | 5,752 |                       |

## 機體資料
|          |                |                |                |                |                             |                |
| 型號     |                |                |                |                |                             |                |
|          |                |                |                |                |                             |                |
| 製造年份 | 1936年－1938年 | 1938年－1941年 | 1939年－1941年 | 1941年－1944年 | 由Ju 87D3改裝而成           | 1940年         |
| 用途     | 俯衝轟炸       | 俯衝轟炸       | 俯衝轟炸       | 俯衝轟炸       | 地面攻擊                    | 俯衝轟炸       |
| 機身長度 | 10.8M          | 11.1M          | 11.1M          | 11.1M          | 11.1M                       | 11.1M          |
| 翼展     | 13.8M          | 13.8M          | 13.8M          | 13.8M          | 13.8M                       | 13.8M          |
| 機身高度 | 3.88M          | 4.01M          | 4.01M          | 3.88M          | 3.88米                      | 4.01M          |
| 機翼面積 | 31.90M2        | 31.90M2        | 31.90M2        | 31.90M2        | 31.90M2                     | 31.90M2        |
| 淨重     | 2,273Kg        | 2,710Kg        | 2,710Kg        | 3,900Kg        | 3,900Kg                     | 3,187Kg        |
| 最大重量 | 3,324Kg        | 4,340Kg        | 4,340Kg        | 6,600Kg        |                             |                |
|          |                |                |                |                |                             |                |
| 引擎     | Jumo 210D      | Jumo 211Da     | Jumo 211J-1    | Jumo 211J-1    | Jumo 211Da                  |                |
| 最大馬力 | 720hp          | 1,200hp        | 1,200hp        | 1,400hp        | 1,400hp                     | 1,200hp        |
| 最高速度 | 310公里／小時  | 383公里／小時  | 383公里／小時  | 410公里／小時  | 410公里／小時               | 383公里／小時  |
|          |                |                |                |                |                             |                |
| 前置武器 | 7.92毫米機槍×1 | 7.92毫米機槍×2 | 7.92毫米機槍×2 | 7.92毫米機槍×2 | 7.92毫米機槍×2 37毫米機炮×2 | 7.92毫米機槍×2 |
| 後置武器 | 7.92毫米機槍×1 | 7.92毫米機槍×1 | 7.92毫米機槍×1 | 7.92毫米機槍×1 | 7.92毫米機槍×1              | 7.92毫米機槍×1 |
| 攜帶炸彈 | 250Kg          | 500Kg          | 1,000Kg        | 1,800Kg        |                             | 500Kg          |

## 曾經使用的國家

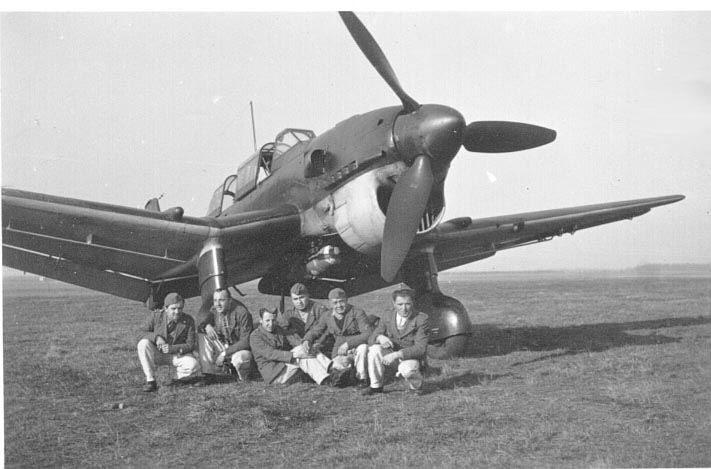
意大利空軍的Ju 87B

- 納粹德國
- 羅馬尼亞
- 匈牙利
- 保加利亞
- 南斯拉夫
- 克羅埃西亞
- 蘇聯
- 義大利
- 斯洛伐克第一共和國
- 美國
- 大日本帝國
- 捷克斯洛伐克
- 西班牙國
- 英國

## 註解
1. 1 2 3  Griehl 2001, p. 37.
2. ↑  Griehl 2001，第38-39頁
3. 1 2 3  Griehl 2001，第38頁
4. ↑  Murray 1983，第13頁
5. ↑  Murray 1983，第16頁
6. ↑  Ward 2004，第28頁
7. ↑  Ward 2004，第27頁
8. ↑  Ward 2004，第41頁
9. ↑  Griehl 2001，第42–44頁
10. 1 2  Ward 2004，第31頁
11. ↑  Griehl 2001，第44頁
12. 1 2 3 4 5 6  Erfurth 2004，第48頁
13. 1 2 3  Erfurth 2004, p. 50.
14. 1 2  Erfurth 2004, p. 49.
15. ↑  Gunston 1980, p. 122
16. 1 2  Griehl 2001, p. 50.
17. 1 2 3  Griehl 2001, p. 52.
18. ↑  Griehl 2001, p. 53.
19. ↑  Griehl 2001, p. 54.
20. ↑  Griehl 2001, p. 57.
21. ↑  Erfurth 2004, p. 40.
22. ↑  Erfurth 2004, p. 42.
23. 1 2 3  Griehl 2001, p. 63.
24. ↑  Griehl 2001, p. 64.
25. ↑  Griehl 2001, pp. 64-65.
26. 1 2  Boyne 1994, p. 30.
27. ↑  Griehl 2001, p. 65.
28. 1 2  Griehl 2001, p. 68.
29. ↑  Griehl 2001, p. 69.
30. ↑  Griehl 2001, p. 77.
31. 1 2  Griehl 2001, p. 79.
32. ↑  Griehl 2001, pp. 80-81.
33. ↑  Griehl 2001, p. 83.
34. 1 2 3 4 5  Griehl 2001, p. 49.
35. 1 2 3  Griehl 2001, p. 240.
36. ↑  Griehl 2001, p. 241.
37. 1 2  Griehl 2001, p. 242.
38. ↑  Mondey 1996, p. 114
39. ↑  Griehl 2001, p. 87.
40. 1 2 3 4 5  Griehl 2001, p. 95.
41. 1 2  Griehl 2001, p. 102.
42. 1 2  Griehl 2001, p. 103.
43. 1 2 3 4  Griehl 2001, p. 99.
44. ↑  Griehl 2001, p. 97.
45. ↑  Griehl 2001, p. 98.
46. 1 2 3   Griehl 2001, p. 101.
47. 1 2 3 4   Griehl 2001, p. 284.
48. ↑  Griehl 2001，第274頁。
49. ↑  Griehl 2001, p. 274-275.
50. ↑  .   [2010-01-19]. （原始内容存档于2007-09-28）.
51. ↑  Griehl 2001, p. 286.
52. ↑  Coram 2004, p. 235
53. 1 2  Weal 1997, p. 15.
54. ↑  Weal 1997, p. 18-19.
55. ↑  Griehl 2001, p. 61.
56. ↑  Weal 1997, pp. 22–21.
57. 1 2  Weal 1997, p. 22.
58. ↑  Hooton 2007, p. 91
59. 1 2 3  Weal 1997, p. 34.
60. 1 2  Weal 1997, p. 35.
61. ↑  Weal 1997, p. 37.
62. ↑  Weal 1997, pp. 34-35.
63. 1 2  Weal 1997, p. 43.
64. ↑  Weal 1997, p. 46.
65. ↑  Ward 2004, pp. 73-74.
66. ↑  Boyne 1994,  p. 78.
67. ↑  Hooton 2007, p. 67
68. ↑  Weal 1997, pp. 52-53.
69. ↑  Hooton 2007, p.74.
70. ↑  .Weal 1997, p. 55
71. ↑  Ward 2004, p. 94.
72. ↑  Weal 1997, p. 66 -67.
73. ↑  Ward 2004, p. 105.
74. ↑  Bungay 2000, pp.251-257.
75. ↑  Weal 1997, p. 83.
76. ↑  Ward 2004, p. 108-109.
77. ↑  Weal 1997, p. 66.
78. ↑  Ward 2004, p. 108 - 109.
79. 1 2 3 4  Smith, p. 51.
80. ↑  Wood&Dempster, 2003. p. 228.
81. ↑  Ward 2004, p. 109.
82. ↑  Weal 1998, p. 7.
83. ↑  Weal 1998, p. 9.
84. 1 2  Gunston 1984, p. 137.
85. ↑  Weal 1998, p. 23.
86. ↑  Ward 2004, p. 120.
87. ↑  Ciglic and Savic 2007, p. 59.
88. ↑  Weal 1998, p. 32.
89. ↑  Ward 2004, p. 121.
90. ↑  Weal 1998, p. 38.
91. ↑  Weal 1998, pp. 38–39.
92. ↑  Ward 2004, p. 123.
93. ↑  Weal pp. 45-51.
94. ↑  Weal 1998, p. 44.
95. ↑  Weal 1998, p. 65.
96. ↑  Weal 1998, p. 67.
97. ↑  Weal 1998, p. 68.
98. ↑  Weal 1998, pp. 82–83.
99. ↑  Bergström 2007(Barbarossa title),p. 131.
100. ↑  Bergström 2007(Barbarossa title),p. 18.
101. ↑  Bergström 2007(Barbarossa title),p. 20.
102. ↑  Bergström 2007(Barbarossa title),p. 23.
103. ↑  Bergström 2007(Barbarossa title),p. 89.
104. ↑  Bergström 2007(Barbarossa title),p. 69.
105. ↑  Just 1986, p. 19.
106. ↑  Bergström 2007(Barbarossa title),p. 85.
107. ↑  Bergström 2007(Barbarossa title),pp. 112–113.
108. ↑  Bergström 2007(Barbarossa title),p. 115.
109. ↑  Bergström 2007(Barbarossa title),p. 119.
110. ↑  Bergström 2007(Stalingrad title),p. 30.
111. ↑  Bergström 2007(Stalingrad title),p. 46.
112. ↑  Bergström 2007(Stalingrad title),p. 122.
113. ↑  Bergström 2007，第49頁(Stalingrad)
114. ↑  Bergström 2007，第84頁(Stalingrad)
115. ↑  Hayward 2001, p. 211.
116. ↑  Bergström 2007(Kursk title),pp. 123–124.
117. ↑  Bergström 2007(Kursk title),p. 109.
118. ↑  Bergström 2007，第118頁(Kursk)
119. ↑  Bergström 2008，第129頁
120. ↑  Bergström 2008，第59頁
121. ↑  Bergström 2008，第131頁
122. ↑  Bergström 2008，第99–100頁
123. 1 2  Griehl 2001, p. 115.
124. 1 2 3 4 5  Griehl 2001, pp. 116-117.
125. ↑  Griehl 2001, p. 116-117.
126. 1 2  Griehl 2001, p. 118.

## 外部連結
- Luftwaffe Resource Group （页面存档备份，存于）
- Stuka Colour Footage
- Sound of flying Stuka
- Test flight and combat debut of the "Kanonenvogel" - wartime video （页面存档备份，存于）
- German WWII newsreels, showing Stukas in combat （页面存档备份，存于）